# 戦国†恋姫〜乙女絢爛☆戦国絵巻〜
『戦国†恋姫〜乙女絢爛☆戦国絵巻〜』（せんごくこいひめ おとめけんらんせんごくえまき）は、BaseSonより2013年12月20日に発売されたPCゲームである。

## 概要
『真・恋姫†無双 〜萌将伝〜』以来三年ぶりとなる恋姫シリーズの新作で、BaseSonのPCソフトとしては初の全年齢対象（15歳以上推奨）ソフトとなる。
シリーズ前作までの舞台は中国の三国時代だったが、今作では日本の戦国時代へと変わっている。さらに主人公は北郷一刀に代わって新田剣丞（一刀の甥という設定）となり、登場人物は戦国時代の武将が元になっている。シリーズの特徴である真名（まな）は、本作においても名前に組み込まれている。しかし、三国シリーズと異なりエンディング分岐は一切なく、X以降の作品は全て一続きの続編となる長編シリーズとなっている。
また、2011年2月1日より行われたpixivとのコラボレーション企画で原画家オーディションが行われ来襖さや（くるすま - ）が最優秀賞を受賞し原画家の一人に決まった。また佳作受賞者も原画家として参加する事が決定した。しかしスタッフの中に来襖の名前は上がっておらず、佳作受賞者の名前も一部消えている。
さらに2016年4月28日には、本作の内容を大幅に追加し、さらに従来の恋姫シリーズと同様に18禁となってリメイクした『戦国†恋姫X〜乙女絢爛☆戦国絵巻〜』が発売された。しかし、厳密にいえば『戦国†恋姫』とは別世界のようなパラレルな世界観となっており、一部のキャラクターが前作の記憶があるような様子を見せている。
2021年3月23日より、FANZA GAMESにて前作の続編であるプラウザゲーム『戦国†恋姫オンライン〜奥宴新史〜』（R18版は『X』が付く）が開始された。
2021年7月21日には、エンターグラムより家庭用ゲーム機向けとしてPlayStation 4版とNintendo Switch版が発売。
2022年からは『X』の続編である『戦国†恋姫EX』シリーズの発売が予定されており、2022年3月25日には『戦国†恋姫EX壱～奥州の独眼竜編～』が、2022年11月25日には『戦国†恋姫EX弐～鬼の国、越前編～』が、2023年7月28日には『戦国†恋姫EX参～毛利家の絆～』が発売された。それぞれ一～三章の章立て構成となっており、章間で次回予告の演出が入る。参のエンディング後には続編の予告編となる破章が収録されている。
2024/04/26、戦国†恋姫EX+PLUS〜癒し処、剣丞編〜が発売。
2024年からは『EX』シリーズの続編である『戦国†恋姫BRAVE』シリーズの発売された。

## ストーリー
主人公新田剣丞は、蔵で見つけた刀を握りしめた瞬間に意識を失い、気がつくとそこには見覚えのない風景が広がっていた。そこで出会ったのは「織田三郎久遠信長」と名乗る一人の少女であった。剣丞は彼女の夫となり、謎の戦国日本に戸惑いつつも、二人で勝利を積み重ねていく。次第に急接近していた二人だったが、彼らの前に人を喰らい生き血をすする異形の者“鬼”が立ちはだかる。二人は傷つきながらも立ち上がり、各地の有力大名に協力を求める。

## キャラクター
登場人物のモデルとなった武将については、キャラクター名のリンクを参照。

### 無印からの登場キャラクター

#### 主人公
新田 剣丞（にった けんすけ）
声：なし
本作の主人公。前作である『恋姫†無双』シリーズの主人公・北郷一刀の甥。家族には妹がおり、両親は共に故人。
伯父である一刀のもとで剣術修行をしていたが、ある日蔵の中にあった刀に触れた瞬間、並行世界の戦国日本に飛ばされてしまう。それを前後して久遠たちに出会い、困惑しながらも彼女達に協力するようになる。
一刀や姉さん達（一刀の嫁達）から別世界のことを聞かされていたため、飛ばされた直後の自身の状況についてもあっさりと納得してしまった。当初は半信半疑だったが、自分にも同じ事が起きた為に真実だと知った。
性格はどこか一刀に似ているところがあり、やんちゃで正義感が強く真っ直ぐでバカ正直。その人柄の良さから久遠をはじめとする数多くの女性たちは彼を慕い、惹かれていく。しかし、無鉄砲なほど身を危険にさらす行為を平然と行うため、周囲から本気で心配されたり呆れられたりしている。その為、後述の『蕩し御免状』もあって剣丞も合意の上で関係を持っているために複数の女性との関係にはさほど悩むこともなく、「女誑し」、「誑し殿」等と呼ばれ、遠征から帰るたびに久遠や結菜から「今度は何人増えた？」等と聞かれる。最終的に女が増える事自体諦められている。また、女性ばかりに囲まれて育ったためか、剣丞当人も一刀より女性の扱いが上手い（詩乃などにはよくズルいと評される）。しかし、流石に白百合や咲夜、松乃といった経験豊富な妙齢の女性には翻弄されがち。
一刀や姉さん達から鍛えられていたため身体能力は高く、なおかつ多芸。武の腕は壬月などに比べると劣るがそれでも三若よりは強く、下級の鬼程度なら難なく倒せるほどの強さを持つ。また、魏武注孫子や六韜三略も教え込まれたため、兵法の基礎も出来上がっている。
また相手の裏を掻くことに優れており、特に城攻めの場合には断崖絶壁などの通常であれば侵入不可能なルートから敢えて忍び込むなどの機転により稲葉山城を始め数々の城を落としている。その甲斐あって武田勢（後に全国各地）からは城落としの達人として知られ、「新田入れば落ちにけるかな」という言葉まで生まれた。しかし、春日山城奪還戦以降は、最早危険な任務を任される立場ではなくなっているため周りに止められている。逆に正面からの野戦戦術においては教えていた姉たちが中国での数万規模での戦術を基本としていて日本とは規模の桁が違っていた為、こちらでは全く役に立っていない。
世間での通り名は一刀と同じく「天の御使い」、あるいは転移した際の地名から「田楽狭間の天上人」と呼ばれる。苗字から新田義貞の家系とされ、旗も大中黒新田一つ引き両を用いているが真偽は不明。それほど自己評価してはいないが、その異名を利用されることに特に異はない。
二条館防衛戦以降は幕府より「正式に鬼と戦うことを決意した女性全ての夫となることを許される」という『蕩し御免状』が発表された。
本能寺の一件以後は日本各地で剣丞を主役とした「新田物」と呼ばれる書や舞台が開かれる等英雄扱いされている。
唯一現代から持って来たのは蔵で触れた刀のみであり、それを武器にして戦う。しかし、その刀は鬼が近付いてくると光を発し、鬼達を引き寄せてしまう。だが、光を発している時は鬼に対して絶大な威力を発揮する等、謎の性質を持っている。「戦国†恋姫X」では、鬼を倒す度に切れ味が増していることが判明し、さらに鬼の瘴気に毒された者を斬ると、切口から血が流れずに鬼の瘴気を出させて鬼に変化することを防ぐ働きを見せる。逆に人を傷つける事は一切ない為、吉野の御方にも通用しなかったので危うく反撃を受けかけた。こうした性質があるにもかかわらず、この世界の人間に見せても丈夫なだけで至って普通の刀という評価しかされていない。
また、剣丞本人の精にも鬼化を調伏して人に戻す力があるが、鬼化した時間が長いと一時的には人間に戻れるが数ヶ月で通常の鬼同様に塵になってしまう。その間に再度鬼化してすぐ調伏できれば問題は無い。また、調伏後は鬼の毒が効かなくなったり、お家流が強化されたりといった副次効果がある場合もある。更に例外なく一刀への好意が増す。神仏に取りつかれた人間を鬼化してその瘴気で追い出し（追い出した神仏との交渉は必要）、その後調伏させて元に戻すという荒療治も一応可能で、長壁姫に取りつかれた詩乃をこのやり方で助けた。
情勢が落ち着いた暁には、堺を任せることを久遠に告げられており、EXでは堺政所となる。

#### 織田家
織田 久遠 信長（おだ くおん のぶなが）
声：森永有栖
本作のメインヒロイン。織田家棟梁。妹に市がいる。
田楽狭間で戦国時代の外史に飛ばされた直後の剣丞に運命を感じ、彼を夫とし共に天下覇道を目指す。
「うつけ」と呼ばれているが、豪胆で真っ直ぐな性格で、周囲を振り回すことが多いが仲間思い。また、甘え下手で素直になれない一面もある。甘い菓子が好物。
裏切りや他勢力の脅威などさまざまな苦難に遭遇した経験から現実主義な面があり、一人で重荷を背負ってしまうことも多々ある。「デアルカ」が口癖。
当初は剣丞が他家に利用される事を懸念し更に縁談を断るために彼を利用したりもしたが、共に過ごすうちに彼の人間性に触れて次第に惚れていき、彼に危険な任務を課すことに躊躇いを見せるようになる。また、気が利かなかったり構ってくれなかったりするといじけたりヤキモチを妬いたりしている。
鉄砲に興味を持っており「次世代の武器になる！」として趣味で収集している。剣丞が言おうか迷っていた未来の技術については興味はあるが今の自分の手には余ることを自覚している為保留している。
君主は前線に立たず後方で指揮に徹するべきという考えのため、前線に出る事は一切なく、戦う描写すらほとんどないのでどの程度の武力を持っているかは不明確で、お家流も使う様子がないので持っているかどうかも含めて不明。また、旗下の尾張兵は弱卒揃いという認識が浸透しているが、どちらかと言えば足軽に至るまで規格外の兵を揃えている家がほとんどで相対的に弱く見えてしまっているのが実情である。
EXシリーズの最後に波旬信長を呼び出す為に段蔵に利用され、生死も行方も不明になる。BRAVE壱で光璃が持ってきた勾玉に魂だけ宿っている事が判明。しかし、完全ではなく四国八十八箇所巡りの力で安定させようとしたが、これは四国を鬼化の雨から守る為に使ってしまったため、あわや消滅の危機に陥ったが、三若が散々迷子になった挙句に八十八箇所を回っていたため、事なきを得た。一応、幽体のような形で意思疎通は可能だが、かなり力を消耗するのであまり長くは表出できない。四国争乱が終結した後は精神世界まで侵攻してきた波旬信長を一人食い止める戦いを開始する。
斎藤 結菜（さいとう ゆいな）
声：青山ゆかり
久遠の嫁。先代美濃の国主・斎藤利政の娘。異名は「帰蝶（きちょう）」。
剣丞との初対面時には警戒していたが、彼の人間性に触れて次第に変化していき、詩乃救出で剣丞に助けられてからは自ら彼の側室となる。
剣丞や久遠の怠惰な面をたしなめるなど、二人の世話焼き女房的なしっかり者だが、その性格が災いして本来の自分を他人に見せることが出来ない。
なお、剣丞が飛ばされた世界での「嫁」の意味は、親友という意味としても扱われる。
剣丞の『蕩らし御免状』が発表された後は、奥を取り仕切るための「奥の法度」の管理を双葉とともに任される。
お家流は電気でできた蝶が舞い敵の近くに行ったところで爆発する「雷閃胡蝶（らいせんこちょう）」。ある程度の威力調整が可能。このお家流のおかげで「鬼蝶（きちょう）」とも呼ばれる。しかし、この技には発動に際して「轟きなさい！轟轟と！」という文言があり、これを教えられていなかった為に不完全だった。完全なものになると落雷を起こせるほど強力になる。
柴田 壬月 勝家（しばた みつき かついえ）
声：かわしまりの
織田家家臣で家老の1人。
史実と同じく「鬼柴田」と恐れられており、麦穂とともに和奏ら「三若」を部下に持ち、彼女らがトラブルを起こすと鉄拳制裁を食らわす。
真面目一本の硬派な武人であり、献策などで久遠によく進言する。反面、その性格ゆえに恋愛には疎い。実は薬を塗られるのが苦手。
剣丞のことは当初得体が知れないと警戒していたが、鬼と渡り合う姿を見て認める様になる。
子供好きで暇な時は息抜きと称して遊んであげる一面がある。
お家流は膨大な氣を愛用の武器“金剛罰斧（こんごうばっぷ）”に注ぎ込み巨大化させ相手に叩きつける「五臓六腑（ごぞうろっぷ）」。溜める氣の量は調整可能で、威力と斧の大きさはその量に比例する。溜めを中断して放つ事も可能。能正式名称は他にあるが、相手が五臓六腑を撒き散らすことからこう呼ばれるようになった。
丹羽 麦穂 長秀（にわ むぎほ ながひで）
声：波奈束風景
織田家家臣で家老の1人。
壬月とともに「三若」を部下に持つ。
性格は穏やかだが芯は強い。壬月とも互角に戦うほどの腕を持つ。
実はカナヅチで足が届く所でも溺れる。また、怒らせるととても怖い。
剣丞のことは当初、壬月とともに警戒していたが、鬼と渡り合う姿を見て認める様になる。
次第に剣丞の人柄に触れて好意を抱くようになるが、一葉や双葉などが彼の妻になり、剣丞が遠い存在になっていき距離を感じることに悩むようになる。
お家流は少し先の未来を読む「闇夜灯明（あんやとうみょう）」。あくまで相手の動きを読むだけなので、自身の対応が間に合わない相手には効果がない。
佐々 和奏 成政（さっさ わかな なりまさ）
声：陽月ひおり
織田家家臣の黒母衣衆筆頭の「三若」の一人で織田家の特攻隊長。いつも犬子と雛の三人で行動している。
男勝りで猪突猛進な性格をしているが、甘い物や可愛い物が好きだったりする乙女の面もある。また、煽てられやすくヘタレなとこがあり、犬子と雛にいじられることが多い。
下級の鬼なら難なく倒せるほど戦闘能力は高いのだが、まだまだ粗削りであり発展途上である。
剣丞が久遠の夫となることを犬子と雛とともに反対し、剣丞を見定めるために御前試合を始めるが3人は立て続けに敗北し、剣丞の事を認めるようになる。
自身の武器は鉄砲が仕込んである鉄砲槍だが、一発撃つ毎に次弾装填に時間がかかるため一対一に向かない。
前田 犬子 利家（まえだ わんこ としいえ）
声：たみやすともえ
織田家家臣の赤母衣衆筆頭の「三若」の一人。
名前の通り犬っぽい女の子で、元気がよく人懐っこく、和奏と同じく猪突猛進な性格。また、三若の中では一番胸が大きい。
剣丞のことを認めて以降、剣丞のことがとても大好きになり、事あるごとに抱きつくようになる。
怒らせると一番怖く、一度だけ剣丞達が怒らせた時は狂犬のように襲い掛かったことがある。それ以降、剣丞に抱きつく癖と噛み付く癖が付く。
美濃攻めの際、一度だけ剣丞隊とともに情報収集に赴いたことがあるが、目立ち過ぎて収穫ゼロに終わったものの、この騒ぎが詩乃に伝わった為に詩乃が剣丞を偵察に来て二人が出合うきっかけとなり、結果的に詩乃の調略に一役買った。
慶ちゃんという甥っ子がいる。その慶ちゃんは実際にEX弐で登場したが、「叔母さん」と呼ばれる事には非常に嫌がっている。姉も一人いるが文官であるため、本家の家督は犬子が継ぐことになっている。
滝川 雛 一益（たきがわ ひな かずます）
声：藤咲ウサ
織田家家臣の甲賀出身の「三若」の一人。剣丞のことは「剣丞くん」と呼んでいる。
のほほんとして飄々とした性格で、悪戯と昼寝が好き。
悪戯には手製の専用道具を持っている一方で、相手を傷付けずお互いに笑って済ませられる程度に留めると言う信念を持っている。
前に突っ込む和奏と犬子とは違い、後方で援護する役割に就く。また、ちゃっかり厄介ごとを回避することが多い。
お家流は「蒼燕瞬歩（そうえんしゅんぽ）」で縮地のような移動術である（ただし殺気が垂れ流しのため襲ってくる方向を読まれやすい）。本人は「頑張って足を速く動かせば早く動くことができるの術」という適当極まりない名前を付けて壬月に怒られている。
森 桐琴 可成（もり とうこ よしなり）
声：一色ヒカル
森一家の棟梁。娘に小夜叉がいる。愛用の槍は「蜻蛉（とんぼ）止まらず」で綾那の槍と名前及びその意味が似ている事を気にしている。
かなりの戦闘狂で味方にも恐れられているが、豪胆で懐が深く綾那など一部からは慕われている。尾張や美濃の潜伏している鬼達を小夜叉と森一家で密かに討伐していた(ただ、伏せていた理由が自分が殺せる鬼が減るからというものだったため、織田家全員が呆れ返った）。
久遠の夫の剣丞を一目見て気に入り、鬼の討伐に無理矢理付き合わせていた。
金ヶ崎にて剣丞に上に立つ者としての覚悟を見せ、詩乃に小夜叉への遺言を託し、一人で殿を務めて鬼の大軍を食い止め、槍が折れても素手で戦うなどした末に壮絶な戦死を遂げる。
稲葉山城攻めから登場するのだが、「戦国†恋姫X」では剣丞が初めて鬼と戦っている時に小夜叉とともに登場している。
森 小夜叉 長可（もり こやしゃ ながよし）
声：桃井いちご
森一家の次期棟梁で桐琴の娘。愛用の槍は「人間無骨（にんげんむこつ）」。
桐琴と同じく戦闘狂で周りから恐れられている。まだ子供であるため無邪気さがあるが、残忍さもあり、口が悪く気が短い等危ない性格。
基本的に人の言うことは聞かないが、桐琴と久遠、剣丞にだけは頭が上がらない。
自分と平気で接してくれる剣丞を気に入って以降、鬼退治に誘いに来たり、剣丞を守ってやると約束したりなど懐いており、強い絆で結ばれている。
梅とは相性が悪く事あるごとに言い争いをしており、その髪型から「チョロギ頭」と呼び梅からは「ちんくしゃ」と呼ばれている。
金ヶ崎で桐琴が犠牲になったことに最初こそ味方を殺しかねないほど怒ったが、詩乃から桐琴の遺言を聞きすぐに怒りを鎮め、森一家の棟梁を引き継いだ。
棟梁に引き継いで以降は、突撃一辺倒な面が少し抑えられ落ち着いた様子を見せるようになり、剣丞が迷いを見せた時は発破かけて後押しし、決断させることもあった。
春日山城奪還後、葵達とともに越後から三河に戻る時は安全を重視し、極力戦いを避けながら無事帰還させた時は、「三若」から驚かれ壬月からは感心されていた。
「戦国†恋姫X」では、初めて剣丞と対面した時は久遠の夫としては頼りないと思っていた。以前、桐琴とともに小牧に鬼を倒しに行った際、偶然出会った諏訪の蛇神の使いを殺して食べたせいで、身体に蛇神を宿している。最終決戦では吉野の御方が剣丞に気を取られている間に背後からの一撃で吉野の御方を討ち取って決着をつけた。
お家流は強力な一撃を放つ「刎頸二十七宿（ふんけいにじゅうななしゅく）」。一撃で二十七人の坊主の頸を落としたことからこの名がついた。
服部 小平太（はっとり こへいた）、毛利 新介（もうり しんすけ）
声：三つ木ちかる（服部小平太）、花澤さくら（毛利新介）
織田家家臣の2人。田楽狭間では史実と同じく活躍し、今川義元を討ち取る。小平太は雷が苦手の模様。新介はその後黒母衣衆の一員となり、和奏にこき使われている。オープニングの後は一切登場しない。
公式ページの戦恋用語録にてそれぞれ服部 小平太 一忠(はっとり こへいた かずただ)、毛利 新介 良勝(もうり しんすけ よしかつ)であることが明らかになった。

##### 剣丞隊
木下 ひよ子 秀吉（きのした ひよこ ひでよし）
声：御苑生メイ
織田家の雑司として仕えていた少女。剣丞隊の隊員第一号。愛称は「ひよ」。
剣術の腕はあまり高くなく争い事は苦手だが、計算に強く明るい性格。
当初は和奏に対して苦手意識を持っていたが剣丞の助言を受け前向きに接するようになり、以前よりは友好的になった。
主に荷駄など兵站の管理を担い、戦いでは弓隊を指揮して援護に回っている。
小さい頃に木に登って果実を採ったり木の上で寝たりなどしたことから、史実のように一部の人からは「猿」と呼ばれている。
EX壱では二条館普請の功績で久遠から光忠を下賜されたが、扱いに困窮したうえ、美空、鳳蝶、龍巳の三人から何を対価にでも譲ってほしいと迫られる。結局最後は鳳蝶に刀を折られた龍巳に譲られ、その戦いで燭台ごと鳳蝶を斬り伏せた為「燭台切光忠」の号が与えられた。
EX参で自分や味方に瓢箪を出すお家流を習得。検証の結果、自分の指揮下にある軍勢の行軍速度を速める効果だと判明（あくまで行軍中の速度を速めるだけで、戦闘中は効果なし）。「千成行軍歌」と名付けられた。心によれば、荷駄の事故も少なくなるようで、かなり羨ましがられている。一方、影響がかなり広範囲なので消耗が激しいのではと心配されているが、特にそういった面は見られていない。指揮下という定義が曖昧で、副官として配置されるとうまく作用しないため、総大将を任される事も多くなって本人はかなり恐縮している。また、事故や病気から守護するという副次的に行軍を速める効果もある事から単に「行軍を速める」というだけでは説明が付かない事も多く謎が多い。
蜂須賀 転子 正勝（はちすか ころこ まさかつ）
声：桃山いおん
「川並衆」を率いている野武士の少女。愛称は「ころ」。
ひよ子とは幼馴染であり、剣丞とひよ子の依頼を受けて墨俣の一夜城築城に協力し、その後織田家に仕官して剣丞隊に加わる。
何かに特化しているわけではないがほとんどのことをやってのける万能タイプ。料理が得意であり料理は美味しい。戦いでは長柄隊を指揮して前線で戦っている。
味方が増えると同時に、何かに秀でた訳ではない自身の影が薄くなっていることに気を病んでいる時期もあったが、剣丞や仲間達の本音を聞いて振り切ることができた。
しかし、剣丞隊に加わった猛将の綾那と歌夜の指揮を任されたり、光璃から「川並衆」の元棟梁として興味を持たれた時は身の丈に合わないとして酷く困惑していた。
ちなみに、「川並衆」は所属する者曰く、「かわなみ」ではなく「かはなみ」と読むらしく、その意味は『（か）可愛い （は）蜂須賀さまを （な）仲良く （み）見守る 衆』の略だと語っていた。
竹中 詩乃 重治（たけなか しの しげはる）
声：六条麻日
斎藤家に仕えていた麒麟児と謳われる少女。久遠たちの侵攻を幾度も防ぐほどの智謀を持つ。
冷静沈着だが人見知りで皮肉屋な性格で、前髪で目が隠れているが、素顔はとても可愛い。魚料理が大好物。
斎藤家への忠義は篤かったが、現主君の斎藤龍興に失望し史実と同じく稲葉山城をたった十六人で奪った。
井之口で偵察に来ていた剣丞とひよ子に出会い（ただしその時は詩乃と名乗っただけだが途中で剣丞は気付いた）、剣丞の人柄と自身を強く求めていることを知り想いを抱く。
その後、城を龍興に返還した後逃げ出し、飛騨らに追い詰められて自刃寸前のところを剣丞達に助けられる。この一件により自身の全てを剣丞に捧げることを誓った。
加入後は剣丞隊の軍師として常に剣丞の傍に侍って補佐している。危険なことに平然と挑む剣丞を心の底から心配しており、不安のあまり時折陰で涙を流している。
次々と女性を蕩す剣丞にヤキモチを妬いたり呆れたりしているが、惚れた弱みと剣丞の人柄を理解しているため半ば諦めている。
剣丞の隣をちゃっかり確保しているなど、しっかりアプローチをして抜け駆けするなど抜け目がない。
「今孔明」という二つ名で呼ばれる事もあるが、本人は快く思っていない。その孔明本人（朱里）を知ってる剣丞からは一度「今はわわ」と呼ばれたことも。
奥州仕置の一件で猪苗代城の土地神だった長壁姫が穢れや神霊（鳳蝶と美空や龍巳がお家流で呼び出した神々）から逃れる為に依代として憑依され、その際受けた禄寿応穏の力も薄れたことでその神威に身体が耐えられなくなり毛利攻めの最中に喀血するまでに悪化する。しかし、松野が奸智術策の眼でそれを予見していた為、松野自身が詩乃を気に入っていた事もあって鬼化の薬を提供され、その邪気によって長壁姫は憑依できなくなり、小波の交渉で姫路城で奉る事になって事なきを得た。
蒲生 梅 賦秀（がもう うめ ますひで）
声：北見六花
蒲生家の三女で六角氏の客将の少女。個人の武勇にも鉄砲隊を用いた軍略にも優れている文武両道タイプ。剣丞隊では唯一胸が大きい。
観音寺城攻略の際に剣丞らの侵入に気付いて尾行していたが、逆に剣丞に一瞬で気絶させられ捕縛された。
観音寺城攻略後、目を覚ました時に凌辱されたと思い込んで剣丞に怒り狂っていたが、尊敬の念を抱いている久遠が名乗った途端にほぼ一瞬で下る。
最初こそ剣丞を毛嫌いし、剣丞隊に配属された時は不満を露わにしていたが、鬼から助けられたことにより彼に心酔し「ハニー」と呼ぶまでになった。
詩乃相手にも引けを取らないほどの弁舌をふるえるが、やや直情的な性格故、よく「梅なのに牡丹」と言われる。家がそれなりの名家であるため、金銭感覚が多少他人から外れているが、内情と相場の考慮はするので特に無駄遣いをするタイプではない。
史実と同じく「レオ」の洗礼名を持つキリシタンであるが、敬虔な信者というわけではなく飾り物としか見ていない。その影響で外国語にもそれなりに精通している。
『X』では北条編で「蜈蚣切丸（むかできりまる）」という槍を持ち出す。槍の穂先に闘気を発し異界から創造された無数の蜈蚣切丸とともに相手に突進する「蜈蚣切丸・神威千里行（むかできりまる・かむいせんりこう）」と言うお家流も披露。この技は播磨での調略中、弥耶との修行で身に着けたものとEX弐で明かされている。EX参での水上戦ではこの技で八双飛びのように船上を飛び回りながら戦っていた。
小寺 雫 孝高（こでら しずく よしたか）
声：星咲イリア
播州を治める小寺家の客家老の少女。黒田官兵衛とも呼ばれることもある。
小寺家は世の移り変わりに興味が無く、城の修繕や改修、公方への献上品などを丸投げ同然に任されている。そのため、独断で行ってしまう癖がしばしばある。
以前から剣丞の噂を聞いて彼に興味を持ち、お目に掛かりたいと考えていた。「今孔明」と呼ばれる詩乃のことも憧れを抱いていた。
二条館攻防戦時に姫路衆の鉄砲隊を率いて援軍に現れ、詩乃に代わって部隊指揮を執り、見事な采配に詩乃を感心させる。
その後、雫を剣丞隊に加えたいと考えた剣丞が久遠と一葉に頼み、小寺家に貸す様に依頼してあっさりと承諾を得たため剣丞隊に加わる。その後は詩乃と共に両兵衛として活躍し、とても仲が良い。長壁姫の一件で詩乃が倒れた時には播磨中から医者を集め、長壁姫の要求にも迷う事なく姫路城の天守閣を提供した。
加入当初は、新参者であるためか一歩引いた位置にいたが、馴染んでからは次々と女性を蕩らす剣丞に毒を吐くこともある。
キリシタンで「シメオン」の洗礼名をもつが、敬虔な信者ではなく革新的精神をもつという意味での入信である。

#### 足利家
足利 一葉 義輝（あしかが かずは よしてる）
声：遥そら
足利幕府十三代将軍にして剣豪の女性。
征夷大将軍ではあるが既に力はなく、自身もそのことを自覚している。京の警護と評してチンピラをのして金を巻き上げる盗賊まがいの行いをしている。
京に訪れていた久遠と剣丞達と偶然洛中で出会い、その後久遠と剣丞を気に入り、以後織田家と協力関係になる。
妹の双葉のことを大切にしており、一度危険な目に遭わせてしまった剣丞を厳しく叱責した。
三好衆との二条城攻防戦後に、剣丞の正室となり剣丞隊と行動するようになる。正室になって以降剣丞を「主様」と呼ぶようになり、彼に甘えることが多く子供っぽい言動や身勝手な行動も目立つようになった為ひよ子や転子から叱られることもある。
お家流は数多の世界から武器を召喚する「三千世界」。対象となる世界に区切りはないらしく、実在する銘刀の他に『あっぱれ!天下御免』や『恋姫無双』から（桃香の『靖王伝家』、孫家の宝刀『南海覇王』、華琳の『絶』、愛紗の『青龍偃月刀』、恋の『方天画戟』）も召喚されている。この世界自体も対象であり、EX弐では燭台切や蜻蛉止まらずも召喚されている。折れたはずの蜻蛉止まらずが元の状態で召喚されている事から時間すら超えている可能性がある。使うと魂を消耗するため1日に1〜2回程度しか使えない。足利家を慕う武器を召喚している為、仮に足利家の人間に向けて放っても傷つける事は無い。
「戦国†恋姫Х」では鬱憤たまって歓喜あげながら少なくとも5連発以上｢三千世界｣を放っている。EX弐で双葉が捉えられた際には取り乱して｢三千世界｣を連発しすぎた反動で戦闘不能にまで陥っていた。
足利 双葉 義秋（あしかが ふたば よしあき）
声：江崎クレア
一葉の妹。
一葉とは違い、とてもお淑やかで健気な優しい少女。
一葉や幽に大切に育てられたため、かなりの世間知らずな箱入り娘。そのため、外の世界に強い憧れを持つ。
戦闘自体には参加はしなく、一葉の影武者を務めて、たくさんの使者や商人たちと面会していた。そのため、一目でその人の本質を見抜くことに長けている。
剣丞を初めて見た時から好意を抱き、二条城攻防戦後は彼の側室となる。一葉とともに初夜を過ごした後、剣丞のことを「旦那様」と呼ぶようになる。
剣丞がどれだけ嫁を娶ろうとも全く嫉妬やヤキモチを妬くことはせず、むしろ沢山の人に慕われていると非常に前向きに捉えて喜んでいる。
EX弐の越前攻めでは剣丞隊の軍師不足から軍師として従軍。途中、大和での修行によって結界を張るお家流を身に着けている。
細川 幽 藤孝（ほそかわ ゆう ふじたか）
声：桐谷華
足利幕府の重鎮にして御側衆の女性。足利姉妹のお守り役。
飄々とした態度をとるが、腹黒さを感じさせる物言いをしたりするなど食えない性格。
一葉の突発的な行動に頭を悩ませているが、本人はそれを楽しんでいる節もある。冗談交じりで仕方なく仕えているというような言動も多いが、実際は足利姉妹への忠誠心は深い。
幕府の重鎮ゆえあらゆる武芸や兵法、嗜みや作法に精通しており、戦いでは一葉の背を任されるほど信頼されている。
お家流は、樹木の名称だけで詩を作り、その言霊で周囲の植物を操る「十木の御詠（じゅうぼくのごえい）」。本人曰く免許皆伝していないため不完全らしく、長い時間は使えない。
EX弐で双葉が捉えられ、その結界も感じられなくなった際にはそれまでの余裕が一切なくなるほど取り乱し、更に実際に危害を加えようとした段蔵には激しい怒りをぶつけた。

#### 浅井家
浅井 眞琴 長政（あざい まこと ながまさ）
声：松木恵梨佳→葵時緒（戦国†恋姫X）
江北を治める浅井家棟梁。久遠の義妹でもある。剣丞のことは「（お）兄様」と呼んでいる。
負けず嫌いな性格だがヘタレなところもあり冴えない場面が多く、市の尻に敷かれている。浅井兵に檄を飛ばすのも市の役割になってしまっており、「市が仕切った方が良いんじゃないの…？」とぼやいている。足利姉妹に憧れを抱いている。
盟友である朝倉義景が治める越前から鬼が侵攻し、越前が鬼に支配されたことに酷く落ち込むが、自国を守るために久遠や剣丞らから鬼との戦い方を教わり、鬼の侵攻を防いでいる。
義兄の剣丞のことは尊敬以上の念を抱くようになり、市に「お兄ちゃんっ子になっている」と指摘される。
二条城攻防戦後、小谷に剣丞たちが到着した際、市とともに剣丞の側室になる。本来、身分や立場的には正室の方が相応しいのだが、市に対する愛以上に剣丞を本気で愛せる自信がない理由で側室に収まる。
お家流は空気中の水分を白鳥の形に凍結させて放ち、敵を切り裂く「夕波千鳥（ゆうなみちどり）」。
織田 市（おだ いち）
声：一ノ宮葵
久遠の妹で眞琴の嫁。作中の主要キャラで現代人の剣丞以外で唯一通称を持っていない。剣丞のことは「お兄ちゃん」と呼んでいる。
不甲斐ない眞琴をフォローしているが、自身に悪意のない言葉で無意識に傷つけている。それでもお互いの仲は良く相思相愛の関係を築いている。
やんちゃで勝気、天真爛漫な武闘派であり、ひよ子がお土産で買った愛染明王の名から取った「愛」と「染」の文字が彫られた闘具で戦う。
戦闘力は壬月や綾那と互角に戦えるほどで、浅井家に嫁ぐ前から打倒壬月を目標に特訓を積み重ねており、織田家にいたその当時はひよ子が訓に付き合わされていた。また訓練と称して鬼退治に出かけていたりもする。
剣丞を慕っており彼と久遠の仲を茶化しながらも、進展する事を願い温かく見守っている。
お家流は闘具を装備した全力の拳で敵を粉砕する「愛染挽歌（あいぜんばんか）」で決め台詞には拘りを持っている。

#### 松平家
松平 葵 元康（まつだいら あおい もとやす）
声：真中海
三河を治める松平家棟梁。久遠と同盟している。
物腰が柔らかい性格をしているが、ひそかに武ではなく知による天下統一を目指している野心家でもある。
一刻も早く鬼を駆逐することに固執しており、金ヶ崎撤退後に訪れた越後の内乱や川中島の戦いなどにほとんど与しない姿勢を見せている。
「狡兎死して走狗烹らる」が如く、天下統一後を見据えて武勇に優れている綾那や歌夜などを剣丞への出向を名目に体良く放逐している。
同盟には参加しているが剣丞の嫁にはなっておらず、久遠にそこを懸念されて決戦の時は唯一京に向かわず駿河方面の防衛に出向いた。
「戦国恋姫X」では出番が増えており、剣丞と対話を重ねる機会が増えている。剣丞と対話するうちに徐々に心境の変化が見られるようになる。
駿河の信虎が動き出したことにより隣接している三河を守るべく久遠たちに出陣を願い出る。駿府屋形奪還の際に、白川に攫われて信虎によって鬼の瘴気に侵されてしまうが、剣丞に救われたことで完全に剣丞に恋心を寄せるようになる。その為、決戦時に京に向かわない理由が吉野の御方を探る為となっている。吉野の御方が本能寺に出現した後にはしっかり援軍として駆けつけた。
本多 悠季 正信（ほんだ ゆうき まさのぶ）
声：藤乃理香
松平家に仕える謀臣。
皮肉たっぷりな口調で話し、周囲の反感を買う様なことを口にするなど腹黒で慇懃無礼な性格。
葵に心酔しており、考えていることにも賛同しているため葵と常に行動を共にしている。
従妹である綾那とは犬猿の仲であり、綾那から「腐れワレメ」と言われている。
「戦国†恋姫X」では、結界の術を使うことが出来る。葵に対して主従以上の感情を抱いており、剣丞のことをあまり快く思っていないことを本人に漏らす。
本多 綾那 忠勝（ほんだ あやな ただかつ）
声：卯衣
松平家に仕える驍将の少女。愛用の槍は「蜻蛉切り」。
非常に小柄ではあるが、森一家の二人を相手にしてもまだ余裕を見せるほどの豪傑。東国無双を目指している。
性格は非常に無邪気だが三河武士特有の血の気の多さに暴走気味になることが多いが、葵への忠誠心は高い。
田楽狭間で現れた剣丞のことを阿弥陀如来の化身と思い定め、強い尊敬と好意を寄せていた。森一家とは初対面で誤解から刃を交えて以降は好敵手のような関係になり、行動を重ねる内に友情が芽生えていった。特に桐琴のことは「お母さん」と呼び慕っている。
母忠高と祖母忠豊を戦で失っているが本人は武人として誇らしい最期だったと前向きに捉えている。
金ヶ崎以降は歌夜とともに剣丞隊に加わって行動するようになり、裏方が多く戦う機会が少ないことに不満を抱いているものの、戦いでは一番槍として先鋒を務める。
特にお家流を使う様子がない(そもそも教わっていないので使えない)が、数百体の鬼を相手に息一つ乱さず殲滅し、武田信虎相手でも手も足も出させず倒してしまうほどで、剣丞からは恋（呂布）にも匹敵すると評されている。
榊原 歌夜 康政（さかきばら かよ やすまさ）
声：有栖川みや美
松平家の驍将の少女。綾那の親友であり、抑え役でもある。
お淑やかで落ち着いた性格に見えるが、実際は綾那と同じく血の気が多い面もある。
剣丞のことは当初から好意的に接しており、変な妄想して勝手に顔が赤くなることもしばしば。
金ヶ崎以降は剣丞隊と共に行動するようになる。またいずれ葵には見限られるということを察知している。
死にゆく桐琴に対し、自身の旗を無印にし、もし葵と剣丞が対決することになれば剣丞側に付くと約束した。
服部 小波 正成（はっとり こなみ まさしげ）
声：十夜鷹蓮
松平家に仕える草。
観音寺城攻めの時に葵の命令で剣丞の指揮下に入り、それ以降剣丞隊の索敵や偵察、護衛を務めている。
今まで感情を持たず草としての任務をこなし草として生きて死ぬことを教えられてきたが、剣丞からは逆に何があっても生きることを教えられたためその板挟みになって苦悩するが、剣丞たちとともに行動するうちに徐々に感情豊かになる。
剣丞にべた惚れしており匂いまで気に入ってしまう程。誰も居ない所で彼を想い浮かべては頬を染めたり妄想して悶えたりしている。彼から褒美としてもらった木彫りの人形を大切に持っている。
「戦国恋姫X」では同じ忍びである風魔衆の姫野とライバル関係になるも、何故か顔と名前を中々覚えられず、直接対決では遅れを取ったものの、口喧嘩では軽くあしらっている。ただ、小波にしては珍しく隊に入る事に難色を示したり、敬語を使わず嫌味を言ったりするので、同じ草として意識しているのは確かである。
二つのお家流があり、一つは自分の身体の一部を持った者と念話で会話が出来る「句伝無量（くでんむりょう）」、もう一つは空から巨大な光の「手」を召喚し敵を押しつぶす「伊賀流奥義：妙見菩薩掌（みょうけんぼさつしょう）」だがこちらは体力をかなり使うらしく一日に1・2回しか使えない。段蔵によればかつては「観世音菩薩掌（かんぜおんぼさつしょう）」と呼ばれていたらしい。
EX参では段蔵が自身の「妙見菩薩掌」の類似技を使ったことで対抗心を燃やし、壇ノ浦の決戦にて勾玉の力の一部を借りて「妙見菩薩掌」の手を二つ同時に出して左右から押しつぶす強化版「妙見菩薩合掌」で段蔵の一人を倒した。

#### 長尾家
長尾 美空 景虎（ながお みく かげとら）
声：春乃いろは
越後を治める長尾家の現棟梁にして関東管領の少女。養子に空がいる。
「越後の龍」と呼ばれるほどの戦の天才。性格は非常に気まぐれで短気。素直になれないツンデレでもある。
加賀・越中攻略中に金ヶ崎から逃れてきた剣丞隊と松平衆らと遭遇し、彼らを保護して越後に同行させる。しかし、越後に戻ると自身の留守を狙った姉の晴景と空の実母の政景に春日山城を奪われ、空と愛菜が人質に取られる。加賀・越中攻めを中止して春日山城奪還を目指し、剣丞達に織田家との同盟を条件に城奪還の手助けを依頼する。
当初こそは剣丞隊を利用するだけだったが、空や愛菜を救い出したことや春日山城を奪還出来たことで見直し、正式に織田家と同盟に加わる。剣丞のことは不可能に近い人質救出を成功させたことで危険視していたが、徐々に剣丞の優しさや人柄に惹かれていき、同盟承諾後に妻になる。
光璃とは因縁の相手であり、光璃が剣丞を脅して掻っ攫った上に祝言まで挙げたことを知るや否や、すぐさま兵を挙げて川中島へ進軍する。そして、川中島の戦いでは史実と同じように敵本陣に斬り込んで光璃と一騎討ちを繰り広げる。だが、本当の目的は光璃が剣丞の嫁にふさわしいか見極めることであり、戦い終結後はとりあえず和解し、喧嘩友達になった。
ストレスが溜まるとすぐに出家しようとするが、作中では空や剣丞がいるため出家する場面はない。また、刀を収集するのが趣味であり、昔は一日中部屋に引きこもって刀を手入れしていた。
「戦国†恋姫X」では、北条家の横やりで空と名月が後継者争いを行ってしまった際、当主として中立の立場を取らざる得なくなり、不利な立場に立たされている空を助けるべく密かに剣丞に協力を依頼する。その際、無意識に剣丞を頼っていることに気付いて戸惑いを見せ、徐々に惹かれていく様子が見られる。
お家流はで護法五神（帝釈天と四天王）を呼び出して使役する「三昧耶曼荼羅（さまやまんだら）」。数百の軍勢を薙ぎ払い、美空の言動から城塞をも破壊できるほどの威力があるが、あまり使いすぎると仏罰が下るらしい。BRAVE壱で波旬信長の久遠の焔で蹴散らされて一時使えなくなったが、四国八十八か所の力で無事取り戻した。
柿崎 柘榴 景家（かきざき ざくろ かげいえ）
声：小鳥居夕花
長尾家の特攻隊長。語尾に「～すっ！」と付くのが口癖。
松葉とよく行動していることが多い。剣丞のことは「スケベさん（一度だけ剣丞兄さん）」と呼んでいる。
特攻隊長で先鋒を務めているゆえ、かなりの戦狂い。そのためかなりの確率で窮地に陥っては松葉に助けを求めるも見捨てられていることが多い。
和歌や蹴鞠を嗜んだり出来る等、みかけによらず多彩であるが、その度に周りから驚きの反応されるのに納得いかないでいる。湖衣のことをライバル視しており、戦いたがっている。
「戦国†恋姫X」の北条編では、美空の指示で沙綾とともに剣丞隊に加わり相模に向かっている。
お家流は地面から巨大な槍が飛び出し、敵を斬りつける「昇竜槍天撃（しょうりゅうそうてんげき）」。
甘粕 松葉 景持（あまかす まつば かげもち）
声：小倉結衣
長尾家の親衛隊長。
メガネを掛けており、表情が乏しくボソボソと喋るのが特徴。剣丞のことは「スケベ」と呼んでいる。
柘榴みたいに戦狂いではないが、面倒臭がりな面がある。酔っぱらうと饒舌になる。戦いでは和傘の武器・「朱傘（しゅがさ）」を手にし、肩に自身の背丈ほどある二つの防護壁を身につけて戦う。
川中島の戦いの時には本陣で綾那と一騎討ちを繰り広げた。
お家流は武器の朱傘を高速回転させてそのまま敵に投じる「血雨舞（ちさめまい）」。追尾することも可能なため、相手は簡単に逃げることが出来ない。
直江 秋子 景綱（なおえ あきこ かげつな）
声：あじ秋刀魚
長尾家の家老の女性。養子に愛菜がいる。
かなりの巨乳の持ち主。美空の右腕として戦では軍師を務めている。
まだ若いのだが、周りがさらに若いため、何かと年増扱いされる。さらに暴走しがちの美空やそれを煽る柘榴と松葉に振り回される苦労人である。だが、怒らせると怖いらしい。
奥州の戦では美空が行方不明になっている事を知ると冷静さを失って敵陣深くの城まで落としてしまい孤立する失態を犯している。
長尾 空 景勝（ながお くう かげかつ）
声：桃井穂美
美空の養子。おかっぱの髪型に雪ん子の格好が特徴。
非常に人見知りで、よく気絶することが多い。
晴景と実母の政景が謀反を起こして春日山城を奪った時に愛菜とともに人質にされるが、剣丞達によって救出される。
「戦国†恋姫X」では、この謀反により北条家が横やりを入れて来たため、やむなく名月と越後の後継者を賭けた戦い（御館の乱）を行うこととなる。
樋口 愛菜 兼続（ひぐち あいな かねつぐ）
声：大花どん
秋子の養子。「ど～ん」と「どやっ！」が口癖。「越後きっての義侠人」というフレーズを多用したがる。
空への忠誠心は非常に高く、基本的に美空・秋子・空以外の人の言う事は聞かず、自分に酔いしれることが多い。
「戦国†恋姫X」では、知略に富んだ面を見せたり、鬼を倒すほどの実力を持っていたりなど意外な活躍を見せる。

#### 鈴木家
鈴木 烏 重秀（すずき からす しげひで）
声：なし→鈴田美夜子（戦国†恋姫X）
雑賀衆の鉄砲隊・八咫烏隊の棟梁の少女。
無口で一切喋らず、表情や動作でしかやり取りをしない。上下関係を弁えている（X以降のシナリオでは剣丞のことは様付けで呼んでいる）など常識はある方だが、買い物をする際は値切りをしないなどどこか抜けているらしい。喋らないだけで、赤面したり、ドヤ顔でサムズアップやVサインをするなど感情表現は豊かなため、クールな性格というわけではない。分かりにくいが雀の事はかなり大切に思っているようで、雀が危ない時は叫ぶ事があり、雀を殺そうとした段蔵には「雀を殺そうとしたやつは死ね」と容赦ない罵倒と共に一撃で仕留めた。
鉄砲と狙撃が好きで常に専用の特殊な火縄銃を背負っている。銃の腕は史実と同じくピカイチで遠距離射撃もこなす。
甘いものに目が無く、負けず嫌い。雀より身長が低い事を気にしている。また手先が器用でリンゴを綺麗に剥いたりあやとりも日本一を自負するほど得意としている。
二条館攻防戦で援軍として参戦し、それ以降は剣丞隊に加わってともに行動している。
ちなみに八咫烏隊は幼女で構成された傭兵部隊であり、鉄砲と弾が無いと戦えなくなる。現在は足利家に雇われている。
EX参ではうなずきやサムズアップにもCVが付いた。
鈴木 雀 重朝（すずき すずめ しげとも）
声：鈴田美夜子
八咫烏隊の副隊長の少女。烏の妹。天真爛漫を絵に書いたような性格。剣丞のことは「お兄ちゃん」と呼んでいる。
喋らない姉の代わりに色々やっている。いつも持っている鞄に色々と入れているが、入れすぎで肝心な時にぱっと出てこない事が多い。
姉の補佐をすることもあってかなり優秀ではあるのだが言ってないことも「お姉ちゃんが言ってた」と平気でうそぶくこともあり、トラブルメーカーでもある。
EX参では八咫烏隊で揃って毛利家と契約して一時連合の敵に回るが、欅からはかなり可愛がられており、欅の投降と同時に毛利家からの出向という形で連合に戻った。

#### 武田家
武田 光璃 晴信（たけだ ひかり はるのぶ）
声：白雪碧
甲斐・信濃を治める武田家の棟梁。
「甲斐の虎」と呼ばれる戦の天才の少女。性格は冷静沈着で口数少なく、表情が乏しい。
諜報部隊の「歩き巫女」を使い、日の本中のあらゆる情報に精通している。だが、家臣達を動揺させないように母の信虎が駿府を奪ったことを伝えなかったりもしている。
剣丞が鬼が現れた原因と同時にそれを終息させる存在であると推測し（さらに鬼が現れなかった場合の日本の歴史を史実通りに推測している）、剣丞を手に入れるべく春日山城を奪還した翌日に美空のもとに夕霧を使いとして送り、脅す形で半ば強引に甲斐へ攫った。
剣丞が甲斐に現れた鬼を一掃して覚悟を見定めた後、家臣達の反対を御旗楯無の誓いで押し切り、剣丞と三献の儀を交わり妻となる。
当初は金ヶ崎で大敗した久遠と犬猿の仲である美空を信用できなかったため同盟には加わらなかったが、川中島の戦い後に正式に同盟に加わる。
美空とは因縁の相手だが川中島の戦いの時に和解し、喧嘩友達になった。
いつの間にか剣丞の傍の好位置をゲットしては彼に甘える。普段はケープに隠れていて目立たないが、脱ぐと凄い、着痩せするタイプ。
お家流は「風林火山」。風林火山の言葉を唱えると味方の兵士の力が倍以上に増幅することが出来るほか、山の文言の前後に「難知如陰、動如雷霆」を加える事で甲斐源氏の霊体を呼び出し敵を殲滅する。風林火山は光璃自身が後から編み出した技で、甲斐源氏の霊体を呼び出す技が武田家本来のお家流。両者を組み合わせて霊体を強化する事も可能。かける軍勢が多いほど負担が大きくなり、光璃の体力では美空らほど連続使用できるほど追いつかない。
武田 夕霧 信繁（たけだ ゆうぎり のぶしげ）
声：百瀬ぽこ → はちみつこ（戦国†恋姫Xオンライン途中から)
光璃の妹。
官職名の「典厩（てんきゅう）」で呼ばれる事が多い。剣丞のことは「兄上」と呼んでいる。
仲間想いで立ち振る舞いはお淑やかなのだが、言葉づかいが特殊（「～でやがりましょう！」「～でやがる！」等）。本人にとってはこれが普通の喋り方であり、敵意があるわけではない。
武術の腕はあるが、戦術を駆使して敵を殲滅する指揮を執ることを好む。馬術に絶対的な自信を持っている。
川中島での剣丞隊の鉄砲運用を見て、実際に騎馬隊を相手にする際に使う鉄砲運用法（すなわち史実の長篠の戦いで織田方が使った戦法）を思いついていた。
武田 薫 信廉（たけだ かおる のぶかど）
声：三代眞子
光璃と夕霧の妹。
光璃と良く似た顔立ちであるため、影武者を務める事が多い（グラフィックでは髪の色は光璃と違って水色だが、それに対する言及はゲーム中では一切ない）。剣丞のことは「お兄ちゃん」と呼んで慕っている。
絵を描くことが好きなため、雅号は「逍遙軒（しょうようけん）」と呼ばれており、部隊の名前にもなっている。
当初は光璃の影武者として剣丞達の前に現れ、光璃が祝言を上げる時に正体を明かした。
光璃同様にケープに隠れていて目立たず、光璃ほどではないが脱ぐとそれなりに大きい。
馬場 春日 信房（ばば かすが のぶふさ）
声：月野きいろ
武田家の家老にして侍大将を務める武田四天王筆頭。剣丞のことは「良人（おっと）殿」と呼んでいる。
口数少ない光瑠に代わって評定や軍議を取り仕切ることが多い。
戦などで傷を負ったことが無いことから『不死身』の異名をもつ。
羞恥の基準がややズレており、剣丞の前で半裸になっても全く動じない。
「戦国†恋姫X」では意外にも書類仕事が苦手であることが判明し、兎々などに押し付けている。
山県 粉雪 昌景（やまがた こなゆき まさかげ）
声：上原あおい
武田四天王の一人。剣丞のことは「旦那」と呼んでいる。
心とは仲が良く「ここ」と呼んでおり、しばらく離れていると禁断症状が出るほど。
赤備えを率いている特攻隊長。語尾に「～だぜ！」を付けて話す等男勝りな性格。広いデコが特徴。
武田家の先鋒を務め、個人的武勇を振るったり、兵を率いて戦ったりなど、とにかく戦うことが好きな戦闘狂。
当初は剣丞を光瑠の良人としては認めていなかったが、剣丞とともに鬼と戦っている際、彼の刀が光り鬼をたやすく倒したのをお家流と勘違いして感激したことで認めるようになる。
綾那とも戦いで意気投合し、彼女を妹分と称している。綾那と歌夜に嬉しそうに剣丞のお家流について話したが、実は2人も剣丞の光る刀をお家流だと思っていた。
心とは違い料理は非常に大雑把なうえ下手なため、一部を除き兵士たちから非常に嫌がられている。
EX参では光璃の風林火山を受けると赤備えの鎧武者姿に変化する。
内藤 心 昌秀（ないとう こころ まさひで）
声：来栖うい→三つ木ちかる（戦国†恋姫X）
武田四天王の一人。粉雪とは仲が良く「こなちゃん」と呼んでいる。
「天下の副将」と謳われ、内政の腕が非常に良く、武田家の財政・食料を一手に引き受けている。
穏やかで人当たりが良く、料理の腕はプロ級であり、武田家の台所を全て預かっている。その料理の腕前と穏やかな立ち振る舞いから武田軍の兵たちから人気があり、訓練の際に支給される昼食が彼女が担当する場合は壮絶な争奪戦になることも。
高坂 兎々 昌信（こうさか とと まさのぶ）
声：てんかわののみ
武田四天王の一人。
武田晴信親衛隊を務める。何故かダ行が言えず、ラ行になる（本人は言えてると思っている）。桃が大好物。
光璃が大好きで彼女等が夫婦になった後も剣丞のことを非常に敵視しており、何かと勝負を仕掛けてくるが、当の本人には全く相手にされていない。
小さい身の丈に合わない大きさの刀を腰にぶら下げている為それの鞘の先端には車輪が付いている。
武藤 一二三 昌幸（むとう ひふみ まさゆき）
声：桜川未央
武田家の諜報部門の責任者である女性。諜報部隊「吾妻衆」を率いている。
飄々として人を食ったような性格だが、綾那でも心の底が読めないなど謎が多い。
武勇もあるのだが本人としては知略での勝負を好む。
湖衣とよく共に行動しており、純真な彼女をからかうことが多い。
剣丞とは春日山城奪還の際、城下町で出会う。士官先探しと称して町を偵察しており、剣丞のことをすぐに光璃に報告した。
「戦国†恋姫X」では出番が増えて登場も早く、剣丞達が堺に向かう途中に立ち寄った大津で出会っている。
山本 湖衣 晴幸（やまもと こい はるゆき）
声：奏雨
一二三と共に行動している諜報部門の少女。
剣豪であり忍者でもある強者で、右目に眼帯を付けて一見怖そうに見えるが中身は純真で良くテンパることが多いあわわ系おどおど少女。
男性にも免疫がなく、剣丞の前でもおどおどしている。その純真な性格でよく一二三にからかわれている。
一方で、いじられたりすると毒舌で言い返すなど負けず嫌いな面もある。
眼帯をしているのは目を失っているわけではなく、その右目にお家流「金神千里」の力が宿っており、あらゆるものを見通すことができる目だからである（ただし、瘴気が濃すぎたり、あまりにも距離が離れすぎているとはっきりと見えない場合がある）。眼帯はその能力を制御するためのもの。封じられている右目は金色をしている。

#### その他
今川 鞠 氏真（いまがわ まり うじざね）
声：真宮ゆず
冒頭で討たれた今川義元の娘で今川家現当主。
まだ幼く好奇心旺盛で天真爛漫な性格だが、当主としての心根と自覚を身につけている。物事を1歩2歩飛ばして理解するほど聡かったが、朝比奈泰能以外誰も彼女の考えについていけなかった。母が敗れたのは久遠の方が強かったからと割り切り、久遠を恨んでいる様子は無い。
保護していた客将の信虎に駿府を乗っ取られ泰能とともに国を追われ、泰能とも別れてしまう。泰能の書状を持って久遠に会うために1人で尾張を目指す途中、長久手で生き倒れていたところを剣丞に保護される。
助けてくれた剣丞に非常に懐いており、久遠にお目通りした後は、剣丞隊に入り剣丞の護衛役となる。家を追われたものの名家の当主であるため相手によっては平伏される事もあったが、本人は地位を鼻に掛ける事もなくその明るい性格からすぐに織田の将たちと打ち解けて仲良くなっていった。
幼い見た目とは裏腹に体力があり、一緒に蹴鞠をしていた剣丞隊や三若達が疲れ果てて動けなくなっても、鞠だけは顔色一つ変えることはなかった。
「戦国†恋姫X」では、信虎が動き出したことにより、駿河奪還のために鞠を総大将とした同盟とともに駿河に進軍する。本能寺の決戦には同行したものの、北条編以降は駿河の統治で手いっぱいになっている為、EXでも一切登場しなかった。
塚原卜伝に鹿島新当流を学んでおりかなりの剣術の使い手。小さい身の丈に合わない大きさの刀を愛用している。実は一葉の従妹であり新当流では妹弟子である。お家流は随波斎流の、真空状態を生み出して切り裂く「疾風砕雷矢（しっぷうさいらいや）」と竜巻を起こしてねじ切る「烈風砕雷矢（れっぷうさいらいや）」と言う氣を放つ技で二つをあわせた「疾風烈風砕雷矢」を多用する。
松永 白百合 久秀（まつなが しらゆり ひさひで）
声：飯田空
大和を治める「梟雄」と呼ばれる妖艶な雰囲気を持つ女性。三好衆を影から操っていた。
久遠の上洛を阻むべく三好衆と六角氏とともに立ち塞がる。しかし、観音寺攻略後、三好衆が鬼に変化する魔薬に手を出したことに失望し、久遠達に降伏する。
その後も織田家と共に行動しているが鬼を壊滅した後は裏切ることを示唆することを常々発言している。久遠もそのことを承知している。
骨董品や美術品の価値を正確に見抜ける審美眼を持っており、それ故彼女の元には鑑定をしてもらおうと行列ができることもある。
ルイス・エーリカ・フロイス
声：海原エレナ
天守教の司祭である金髪の南蛮人の女性。
表向きは天守教の布教に来たのだが、真の目的は人を鬼に変える魔薬を使い、日の本を鬼で埋め尽くそうと目論む南蛮人フランシスコ・ディ・ザビエルを暗殺しに来た。堺で久遠と剣丞達に出会う。
幕府の足利家に協力を仰ごうと堺にやって来たのだが、幕府の凋落の酷さに落胆するが、久遠達が鬼と戦ったことを知ると、彼らに協力を仰ぐ。
日本名は明智十兵衛。彼女の母親は明智光安の妹・槇（まき）であり、ポルトガル人と日本人のハーフ。母は日本では神隠しにあったとされていたが、理由は不明だがポルトガルに渡っていた模様。そのため、日本語が非常に流暢である。
また、久遠からは金髪の頭を理由に史実の十兵衛と同じく「金柑」と呼ばれている。
日本の城に強い興味を示しており、有名な城を見ては感銘を受けている。
武器は西洋剣を使い、剣に神の御力を集中させて敵を切り裂いていく。
その正体は真の歴史を正す『管理者』の一人で、裏で鬼達を操っていた黒幕。剣丞達が金ヶ崎で行方不明になった後、越後、甲斐を平定後に敵対。明智光秀という名が持つ役割にこだわり、無数の鬼を率いて本能寺で久遠を殺そうとするも、剣丞に自身が苦しんでいることを見抜かれ、ルイス・フロイスでも明智光秀でもない「エーリカ」として生きていく道を示され、最期は剣丞の刀に貫かれて、役目を解放されたことに喜び、生まれ変わることを約束して消滅。
余談に剣丞を'北郷に連なる者'と呼んだが、剣丞が誰にも言ったことない'北郷'をどうして知っているかは不明。
『X』では吉野の御方が新たに黒幕となったことで立ち位置が少し変わっており、剣丞と同様に前作の記憶がある様子が示唆されている。また、ザビエルの名も一切出てこなくなった。前作と同じく消滅した後、前作で消滅したエーリカが南光坊天海（EX参の公式サイトでは南光坊 エーリカ 天海と名義）として転生し、吉野の御方の無明長夜に捕らわれた剣丞を救った。本能寺後は織田家に戻った。天海として転生したことで和装になり、錫杖を持っている。
きよ
声：星野七海
「一発屋」という定食屋の娘。
一発屋は剣丞隊や和奏ら「三若」の御用達の場であるため、三若らとよく会う。
元気で明るい性格だが店の中で大騒ぎする者に容赦がなく、怒らせると恐い。
物語が進むと一発屋美濃支店を手伝うために美濃に移り住むようになる。
斎藤 飛騨（さいとう ひだ）
声：柚原みう
斎藤家家臣。主君の斎藤龍興の権力を後ろ盾に傲慢な態度を取り、身勝手な振る舞いをする佞臣。そのため、人望が全く無く自ら戦おうとする度胸も無い。
剣丞達が墨俣に城を築いている時にこれを攻めるが、背後から伏兵や擬兵を受けて敗れる。その後、稲葉山城を出奔した詩乃を部隊を率いて追い詰めるが、助けに現れた剣丞達と援軍に現れた壬月によって取り逃がす。
織田軍により稲葉山城が落城寸前になった際、龍興を見捨てて真っ先に逃げ出した。その後の消息は不明。
北郷一刀
前作『恋姫†無双』シリーズの主人公。剣丞の母親の兄にあたる伯父。本作では冒頭のセリフのみの登場。あとでエーリカから'北郷に連なる者'だと言及される。
詳細は「北郷一刀」を参照。

#### 鬼
鬼(おに)
剣丞が戦国時代に現れる少し前に突如現れた人を食らう化け物。
その正体は人間であり、鬼に変化する魔薬によって鬼に変えられた成れの果て。
力は強いが知能は低く、基本的に単独行動のため戦闘能力が高い人は1対1でも倒せるが、足軽レベルでは刀、槍、弓の三人一組でかからないと危険。個体も様々であり人より一回り大きいものからそれの倍はある巨体なものまで幅広く存在する。
鎧鬼(よろいおに)
武士の鎧を身に付けて武器を手にしている鬼。
元々は足軽や武士だった者が鬼になったもので、知能も高くなっており集団行動もするようになっている。
鬼子(おにご)
鬼に孕まされた女性から産まれた鬼。
数自体は少ないがかなり強く、森一家二人がかり（剣丞も弓矢で援護していた）でも2時間近くかかった。会話の中で出たのみで、作中では登場しないが、EX参での会話によれば、受胎率が低いのか数は少ないながらその後も何度か遭遇したようである。また、初の鬼子のキャラとなる毛利樅輝元が登場する。
釣竿斎 宗渭(ちょうかんさい そうい)
二条館攻防戦時に現れた喋る鬼。三好三人衆の三好政康が鬼になった姿。
一葉の命を狙いに来たが、激しく罵倒したため、瞬殺された模様。しかし、BRAVE壱で他二人と共に黒い鬼となって復活する。
巨大鬼（きょだいおに）
本能寺の最終決戦において出現した鬼。
京の都の民数千人を合体させた体長10メートルは超える巨大な鬼で、その巨体から繰り出される絶大な攻撃力は元より、数千人からなる事で小夜叉の「刎頸二十七宿」や美空の「三昧耶曼荼羅」を受けても瞬時に回復してしまう不死身に近い回復力を持つ。エーリカの消滅とともに消えた模様。

### 戦国†恋姫Xの追加キャラクター

#### 北条家
北条 朔夜 氏康（ほうじょう さくや うじやす）
声：井村屋ほのか
関東一円を治める北条家棟梁。
十六夜、三日月、暁月三姉妹の母でもある。見た目や言動は緩い雰囲気を醸し出しているが、美空や光璃を以て「性悪女狐」「腹黒狸」と呼ばれるほど狡猾で切れ者。武術は優れている方ではないが、軍略においては兵の動かし方が非常に巧み。
普段は緩い言動で相手を振り回しているが、その本心を口に出すことは少ない。剣丞のことを「剣丞ちゃん」と呼んでいる。
越後の内乱に付け込み、内乱が終息したのを見計らって朧を名代として派遣し、内乱とそれによる治安の悪化は長尾家が正式な後継者を決めていないからと言い掛かりを付け、長尾家の正式な後継者の指名と美空の隠居を要求する。
北条編で吉野の御方が日の本中に放った鬼火に朧とともに打たれて鬼と化するが、意識があるうちに自身と朧の封印と剣丞を連れて来ることを指示し、小田原城に封印される。
剣丞たちが到着する前に封印が解けたため剣丞達の前に姿を現せ、十日後に決戦することを宣言して去ると玉縄城を占拠して拠点とするが、十日を待たずに剣丞たちが攻めて来たため、やむなく玉縄城を捨てて川越城を新たな拠点とし、相模、武蔵、伊豆の鬼たちを集結させて決戦に備える。
戦いでは奇襲や鬼に陣形を組ませるなどして剣丞達を驚かせるものの、どれも中途半端な指揮しかせず、最終的には剣丞に捕らえられて鬼たちを殲滅される。
実は、お家流によってすでに人間に戻っていたことが判明。領内の鬼たちを集結させて一気に殲滅することと十六夜を当主として鍛えることが目的だった。戦後、十六夜が当主として成長したことと後継者として実績を残せたことに安心し、これを機に隠居を決意する。
この一件で剣丞のことを大変気に入り、暇を見つけては剣丞のもとを訪れて身体の関係を求めるようになる。
その後のEX壱では堺にまで付いてきて勝手に会合衆と交渉する等気ままに振舞った結果、十六夜の怒りを買い、名目上ではあるが小田原にて謹慎を言い渡される。が、それも無視して勝手に奥州に出向き、龍巳と美空のお家流同士の撃ちあいから美空を救出したり、長尾の兵を借りて黒川で寿水に協力したりと好き勝手に動いて再び十六夜の怒りを買ったが、剣丞不在時の名月の功績で免除されて事なきを得た（ただし、本人は娘の功績で免除されては面子が立たないと不満の声をあげていた）。
お家流は「禄寿応穏（ろくじゅおうおん）」。北条家の当主に代々受け継がれるもので、虎印（北条家の家印）と当主の魂に「禄寿応穏」が刻まれており、本人が患った病や呪いから回復する力を持つ。疲労も感じにくくなるのだが、注意しないと自分のペースに巻き込んで他人とペースを合わせにくくなる。本人はこれを「呪い」と呼んでおり快く思っていない。封印されている間はこれも使えなかったので鬼になっていたのだが、この期間が長かった為、回復後は鬼の言葉がわかるようになった。ただし、完全な使役まではできないので、力を誇示して鬼の恐怖心を煽る事で従わせている。その気になれば他者にその力を与え、万を超える人数を癒す事も可能だが、対象が多すぎると膨大な気の力を使う為に命に係わる。
北条 朧 綱成（ほうじょう おぼろ つなしげ）
声：花園めい
朔夜の義妹で、北条家中随一の闘将。「地黄八幡（じきはちまん）」とも称されている。
一見厳格な雰囲気を周囲に与える風貌だがその中身は乙女そのもの。そうした一面からか妹達を何だかんだで甘やかしてしまっている。
朔夜の名代として越後に訪れ、上記の要求によって美空と一触即発になりそうになるが、空が後継者を決める戦いを申し出たためそれを受け入れ、戦略や戦術に疎い名月を補佐する。
北条編では、朔夜とともに鬼火に打たれて鬼と化し、朔夜とともに封印されていたが、封印が解かれると小田原城城門前で鬼たちを率いて剣丞たちを迎え撃つが、一葉に敗れて捕らえられる。
その後、剣丞によって人間に戻るが、それ以降剣丞のことを意識するようになる。
北条 十六夜 氏政（ほうじょう いざよい うじまさ）
声：白月かなめ
朔夜の二女。
北条家次期当主という立場であるがまだ経験が少ないからかその言動は少々覚束ない。
しかし責任感溢れ、また可憐な容姿から大勢の部下達からは慕われている存在。
北条編では鬼と化した朔夜と朧を人間に戻すため剣丞を呼び寄せた。その後の動乱から上に立つ者としての在り方を剣丞に諭され、改めて当主である自覚を持ちなおしすぐさま当主を引き継ぐこと、そして連合への参加を決定した。
その後、EX壱では常陸佐竹家からの救援要請に応じて剣丞の常陸行に北条軍を率いて同行。前作の一件からかなり落ち着いた雰囲気になっている。「禄寿応穏」も引き継いでおり、朔夜ほどではないが回復力が高まっている。十六夜の願いによってその効果は北条家全員に及んでおり、朔夜や朧、三日月が致命傷に近い傷を負っても回復したり、鬼化の雨に打たれても北条一族のみ効果がなかったりと言った効果をもたらしている。
北条 三日月 氏照（ほうじょう みかづき うじてる）
声：村田牡丹
朔夜の三女。
三姉妹の中で最も活発的な性格をしている。笛の扱いが非常に上手く、聞くものを惚れ惚れさせる腕前。
しかし、評定ではその活発的な性格が災いしてその場の勢いでの言動も多いのが玉に瑕。その分武力は三姉妹の中では最も優れているようで、下級の鬼程度なら難なく倒せる。
北条 暁月 氏規（ほうじょう あかつき うじのり）
声：橘まお
朔夜の五女。
一番年下であり、三姉妹の中で最も落ち着いている。
まだ政務に慣れていない十六夜や直情的な三日月のフォローをしてきたためかしっかりしており、姉達の手助けに入っている。
お茶の時間を大切にしており、よくお茶と菓子を頬張っている。
武力こそないが配下には非常に人気があり、「ぃ喜んでー！」という掛け声とともに命令に従う。
北条編では剣丞を呼び寄せるため使者として剣丞の元を訪れる。
風魔 姫野 小太郎（ふうま ひめの こたろう）
声：森谷実園
北条家に仕える風魔忍軍棟梁。「～だし！」と少々男勝りな口調をする。
小波とも互角以上に戦えるなど能力は優秀なのだが、うっかりも多いため暁月達からは心配されている。
また忍者絡みで服部一族である小波を非常に敵視しているが肝心の小波本人からは名前は愚かその姿や交戦した経験すら忘れられている（北条編では色々あったせいで剣丞からも忘れられていた）。
当初は剣丞達とは立場上敵対していたが、剣丞を探るうちに色々な意味で彼に返り討ちにされ結果好意を寄せていく。それを察した剣丞により、剣丞隊に所属することになった。
EX壱では小波が休暇中で不在の為、代わりの諜報役として活躍する。

#### 長尾家
北条 名月 景虎（ほうじょう なつき かげとら）
声：秋野花
朔夜の七女。現在は美空の養女として扱われている。
晴景たちの謀反では、城内にいたが手勢がいたため人質にはされず中立を保っていた。内乱後は、北条の横やりと空の申し出によって後継者争いを執り行うことになる。
北条から空を超えるため戦を嗾けるよう諭されるも本心は空を慕っており、戦いでは鬼の介入を理由に空の下に着く形で休戦し、後継者を空に譲り自身はその空を支えることを誓った。そのため、同じく空を支える愛菜を敵対視し、どちらかが優れているかの諍いが絶えない。
EX壱では剣丞の不在時、長尾、北条の両家に連なるという事で大将代理を引き受けた。
宇佐美 沙綾 定満（うさみ さあや さだみつ）
声：鈴藤ここあ
長尾家の宿老。
本人曰く「可愛いババア」を目指しており、その甲斐あってか年を感じさせないほどの可愛らしい容姿を持つ。周りからは「うさ」と呼ばれている。宿老だけあって一二三や詩乃達にも勝るとも劣らない切れ者。酒好きでもあり、よく貞子と飲んでいる姿が目撃されている。
晴景たちが謀反を起こした時は、内応するためにあえて晴景側に付いていた。
北条編では、柘榴とともに剣丞隊に加わり相模へ同行する。
小島 貞子 貞興（こじま さだこ さだおき）
声：葉村夏緒
沙綾と共に行動している越後の猛将。空に忠誠を捧げている。
好きな人に対して物陰から観察したり刀をカチャチンカチャチン抜き差しする困った癖がある。
一見周囲を脅かすような風貌だが春日山城侵入の一件を経て剣丞を気に入ってしまった。が、最初の濡れ場シーン以後、忘れ去られたかのように出番が一切なくなる。
その後、BRAVE壱でようやく再登場を果たした。三途の渡しを口にしながら鯉口を切る事で溜めた力を無数の抜刀術で解放するお家流を使うが、名称は不明。

#### 鬼
武田 信虎（たけだ のぶとら）
声：朝比奈ゆき
光璃、夕霧、薫の母であり、元武田家棟梁。
現在の武田を大勢力まで押し上げた実力派武将だが激しい気性で知られ、政治面ではその気性も相まって諫言した配下の家を取り潰すなども行っていた。
そうした一面が災いして光璃達三姉妹によって駿府屋形まで隠居させられていたが、とある人物の手によって鬼の力を手にしたことにより鞠の勢力でもある駿府屋形を乗っ取り、鬼の一大勢力を築いている。
吉野の御方の命で駿河中の鬼を駿府屋形に集結させ、動きを見せて同盟を誘き寄せる。駿府屋形にまで同盟が迫って来ると自ら出陣し、自身を狙って来た夕霧と薫たちを迎え撃ち、鬼の力で圧倒して追い詰めるも駆け付けた綾那に撃退される。
駿府屋形に撤退した後は、白川が攫って来た葵を鬼の瘴気で毒させる。葵を救出に来た綾那の前に再び現れて一騎討ちをするが、鬼の力に頼って強くなったと驕っていることを綾那に呆られながら叱責され、そのまま綾那の槍捌きを防ぎきれず討ち取られる。
白川（しらかわ）
信虎が飼っていた凶暴な猿が鬼化したもの。幻術の類を使うことが出来る。
駿河の戦いで剣丞たちの前に姿を現し、駿府屋形の戦いでは葵を攫い駿府屋形の中に連れ去る。その後、駿府屋形で剣丞たちと戦うが、梅に倒された模様。

#### その他
謎の少年
声：五条蒼
公家の格好をした中性的な印象を持つ少年。一人称は「朕」。
剣丞の動向を注目しつつ鬼を操り、戦国の世の裏で暗躍する謎の存在。
その正体はかつて日の本を統べていた南朝の主「吉野の御方」。
自らの権威を地に落とした武士たちを憎悪しており、武士をはじめとした人間を日の本中から駆逐し、鬼による支配を目論む。
Xにおける黒幕的存在だったが、彼さえも加藤らより後に出現した鬼勢力の一角に過ぎなかった事がEXで明らかになっている。
「無明長夜（むみょうちょうや）」と言う対象を闇の空間に閉じ込める技を使う。

### 戦国†恋姫オンラインの追加キャラクター
木下 ちい子 秀長（きのした ちいこ ひでなが）
声：綾音まこ
ひよ子の妹。オフ版ではEX壱で登場し、ひよの出世に伴いひよの念願叶って補佐として剣丞隊に入る。
千 茶々良 宗易（せん ささら そうえき）
声：和葉
堺を拠点とする商人兼茶人。オフ版ではEX弐から登場。弥耶の師であり、弥耶の越前同行について越前攻めにかかる莫大な戦費をととやで補填することで誠意を見せた。久遠とは会談の席で久遠が機嫌を損ねて以来、折り合いが悪い。
しかし、その裏では友人だった圓に協力しており、段蔵よりもたらされ、圓から託された朝倉家のお家流「幻影風雲」で戦場をかく乱し、敗走後は圓をかくまっていた。
石山の教如率いる強硬派が顕如に反旗を翻す際に弥耶を助けると共に連合へ敵対するが、連合への協力体制も解いておらず、ダブルスパイのような形になる。
小谷城の戦いで加藤にそれを見破られて深手を負わされるも剣丞に調伏される。その後、教如が唯一残した鬼の爪を圓から譲られて完全に治った。
お家流は幻影を見せる「幻影風雲」。人や風景を直接作りだすだけではなく、人や鬼に幻影を重ねて別人に見せる事も可能。「風雲」の名が示す通り、本来は戦場でのかく乱目的ではなく、風景を見せて楽しませる為のお家流。朝倉家で失伝したお家流だが、圓には素養がなかったため、友情の証と次代の朝倉家へ伝承させるために圓から譲られた。
荒木 弥耶 村重（あらき やや むらしげ）
声：みたかりん
摂津・有岡城主。オフ版ではEX弐から登場。茶々良に師事している。石山本願寺の要請で吉崎御坊の奪還の為に茶々良が剣丞への挨拶に出向く際に同行し、そのまま連合の越前攻めに加わる。
久遠とは剣丞が越後や甲斐を回っている間に石山の救援中に知り合っていた。
語彙は現代でいうギャルそのもので非常に軽く、一応礼儀をわきまえた話し方もできるが、普段の話し方を知っているとあまりに不自然なので、久遠などは噴き出していた。
実は三好三人衆が撒いた鬼化の薬で鬼と化しているが、人としての理性を保っており、石山からは守り神として崇められている。姿は石山の術で人のように見せかけているが、見えないだけで角は触れる。有岡衆五十人も鬼化の薬を飲まされて塵になるはずが、何度死んでも弥耶の近くに復活する不死身の兵と化している。
石山の教如率いる強硬派が双葉を手にかけようとしたのを止めた事を茶々良に助けられ、そのまま茶々良への恩義から茶々良側に付き剣丞達と敵対。賤ヶ岳での仁虎との戦いで全力を出した結果、有岡衆を復活させる力が暴走して下級鬼まで無差別に復活させてしまうようになるが、茶々良も圓も助けると迷いなくいう剣丞を信じて調伏される。
更に茶々良が段蔵の目を盗んで持ってきた鬼化の薬で再度調伏され、完全に人に戻った。調伏されても有岡衆五十人の魂は消えておらず、その魂を召喚して攻撃させるお家流「萬寺萬死破寧撃（まじまんじぱねえげき）」として昇華された。
朝倉 和泉 景鏡（あさくら いずみ かげあきら）
声：風花ましろ
朝倉家一門衆筆頭。オフ版ではEX弐から登場。越前攻めで鬼たちの陣頭指揮を執って攻めてきたが、府中奉行所での戦いで一葉と小夜叉のお家流で深手を負って逃走中、加藤の攻撃を受けて倒れ、眞琴に発見されて保護されて剣丞に調伏されて人間に戻る。
鬼になっていた期間が長かった為に肉体が崩壊し始めていたが、圓の爪で再度鬼化させられ、眞琴に倒されたのちに再調伏されて事なきを得た。その後、鬼化への対処の為に剣丞隊へ異動になる。事務作業が非常に早く、事務員不足だった剣丞隊にはありがたい存在となった。
ガスパール・コエリョ
藤堂 流叶 高虎（とうどう るか たかとら）

### 戦国†恋姫EXシリーズの追加キャラクター

#### 奥州
伊達 龍巳 政宗（だて たつみ まさむね）
声：榊原ゆい
壱「奥州の独眼竜編」より登場。伊達家現当主。先代の急逝により若くして伊達家の当主となった。台詞が所謂中二病で難解な為、逐一意訳が入り完全に理解しているのは重鎮の喜重ぐらい。空は愛菜の言葉遣いと多少似ているという理由で大体理解できた事で友達になったが、愛菜は寿水の愛を理解しない奴という事で嫌っており、互いに折り合いが悪い。奥州でも開催される新田物の演劇に通い詰めたり、所謂ファングッズを買い漁ったりと現代で言うところのオタクのような面もある。その影響で久遠のファンでもある。
当初は鳳蝶の草（加藤が鍛えた草）の剣丞が連合を裏切って鬼側に付いたという誤情報で連合と敵対し、五百川の戦いで独眼黒覇竜を放って勝利する。誤解が解けて事情を知るとしばらく美空を殺した（と思い込んで）独眼黒覇竜も撃てなくなるが、美空が無事戻ってきた事で復活。鬼化した鳳蝶を破釘砕鉄撃で撃破して決着を付けた。
決着後もしばらく伊達家の連合入りを迷っていたが、天下への夢を捨てきれなかったことと、五百川の戦いでの連合の敗北で連合入りを渋っていた諸将を納得させる為に連合へ挑戦し、連合側も惣無事の令違反を名目にこれを了承。伊達勢七千対連合三万の奥州仕置の戦いに挑んで敗北し、連合入りを了承した。
お家流は「独眼黒覇竜（どくがんこくはりゅう）」。漆黒の竜を召喚して周囲を薙ぎ払う。美空の三昧耶曼荼羅とも互角に打ち合うだけの威力がある。右目はこれの力の源である義眼であり、眼帯はこれを封じるための物。鳳蝶戦で「破釘砕鉄撃」も使用。他家のお家流であるが、寿水は逆に喜んでいた。その後、正式に伝授されたようで、BRAVE壱で独眼黒覇竜を撃てないような狭い場所での戦闘で使用している。
片倉 喜重 景綱（かたくら きえ かげつな）
声：明羽杏子
壱「奥州の独眼竜編」より登場。先代より伊達家に仕える重鎮。「小十郎」とも呼ばれる。よく城を抜け出す龍巳に振り回されてる伊達家の苦労人。
お家流は「亀甲円舞陣（きっこうえんぶじん）」。二刀の柄同士を連結させた刀を回転させて結界を作り出して一切の攻撃を遮る。範囲は大体二～三人を覆う程度。
佐竹 鳳蝶 義重（さたけ あげは よししげ）
声：北大路ゆき
壱「奥州の独眼竜編」より登場。常陸佐竹家当主。物静かな容姿と性格に反して「人鬼」とも恐れられる猛将。美空とは同じ刀剣趣味仲間として仲が良い。鬼と化した最上家に唆された伊達家の侵攻を受けていると長尾家に救援要請を出した事で、剣丞が東北に赴く事になる。
しかし、彼女こそが加藤と共謀して東北に互いに領地を狙っているという偽情報を流し、鬼を率いて東北に騒乱を巻き起こした元凶である。名月を言葉巧みに加藤から提供された鬼化の薬を飲ませようとしたが、退けられた為、自分が飲んで鬼と化す。鬼化によって強化された千屍万煌で剣丞隊をほぼ壊滅させたが、龍巳との一騎打ちに敗れ剣丞に調伏させられて人に戻った。その後、剣丞の奥で初めてとなる伽役に自ら志願する。
お家流は「千屍万煌（せんしばんこう）」。辺りに蝶を撒き、その鱗粉を吸った者を麻痺させる。これで動きを止められた者は鳳蝶の刀で八の字に斬り裂かれる。その様から鳳蝶の刀には「八文字長義」という号が付けられている。ただし、鱗粉を吸わなければ良いだけなので回避はそれほど難しくはない。鬼化後は素肌に触れただけで毒が回るほど強化され、耐性を持てる者以外はまともな接近戦を挑む事さえ不可能になった。調伏後はある程度効果対象の選別が可能になった。しかし、黒い鬼には通用しない。
最上 寿水 義光（もがみ よしみ よしあき）
声：深井春花
壱「奥州の独眼竜編」より登場。出羽最上家棟梁。龍巳の叔母でもあり、度を越えて溺愛しているので、龍巳からは逃げられるほど煙たがられている。地元の鮭が好物で、出先にも良く鮭を置いていくが、それもあまりに度を越しているので数日で飽きられる。愛菜だけはこの鮭のフルコースにも平然としており、更に愛深い人物として尊敬されている。領民や家臣からも加減を知らないところを除けば、国主として慕われている。
お家流は「破釘砕鉄撃（はていさいてつげき）」。得物の金棒で敵を強引に薙ぎ払う。放った後に技名を言う癖があるが、技名を言うのを忘れるだけらしい。金棒を武器にしているのは寿水の怪力に耐えられる刀がほとんどないためである。

#### 織田家
前田 仁虎 慶次郎（まえだ にこ けいじろう）
声：柳ひとみ
壱「鬼の国 越前編」より登場。元は滝川一族で犬子の姉の養子になった為、犬子の姪にあたる。しかし、京の家からも出た為、幽の家で食客をしている。人を見定める際には「お前のしたいことはなんだ」と問いかける癖がある。越前攻めにあたり、人手不足の剣丞隊に配属される。
愛馬松風を駆り、戦技こそ一騎当千だが、指揮は面倒がってしないので主に遊撃を担当する。小夜叉並みの戦好きで小夜叉の事は「ねーさん」と呼んで尊敬している。意外に茶の湯もたしなみ、茶々良に師事するなど文武両道。
仲良くなった弥耶が敵に回った際には友情との狭間で遅れをとってしまうが、小夜叉の檄で奮起。その後は本気で戦い、弥耶を退けて鹵獲した。
氣と体術によるお家流なら見様見真似で習得してしまえる器用さを持ち、前田家に引き取られる前に雛の見様見真似で「蒼燕瞬歩」を習得してしまった為、滝川家と前田家がこじれる原因になってしまっている。その為、お家流を使う事を嫌う。その「蒼燕瞬歩」は攻撃に転用した「蒼燕自在瞬歩」に昇華させている。越前攻略戦中に小夜叉の「刎頸二十七宿」も習得した。小夜叉からは「十三宿」ぐらいと言われている。市の「愛染挽歌」も使えるようだが、不発に終わっている。

#### 朝倉家
朝倉 圓 義景（あさくら まどか よしかげ）
声：手塚りょうこ
弐「鬼の国 越前編」より登場。鬼の国となった越前の国主。加藤から織田が一乗谷を滅ぼすという卜占を幻影風雲と共に与えられ、その焦りや幻影風雲を会得する素養がなかった事などから自ら鬼火を受けて鬼と化し、越前を鬼の国に変えてしまう。一方で人としての心も完全には失っておらず、和泉らには他国への侵略を禁じている。
二刀を振るい、その爪で一瞬にして鬼化してしまうほどの強い毒を持つ。四人同時のお家流総攻撃でもなお耐え抜く耐久力を見せたが、一乗谷で深手を負った後は一旦退き、茶々良に大嶽砦にてかくまわれていた。
その後、石山強硬派の鬼化による占拠戦の隙に小谷城を落とすが、一葉と眞琴のお家流で敗れて剣丞に調伏される。しかし、再度の調伏の手段が得られなかった為、吉崎御坊での段蔵、教如との最終決戦から数か月後の初冬、茶々良の茶席にて眞琴や和泉らが見守る中、幻影風雲の桜吹雪の中に消えた。
辞世の句は「かねて身の　かかるべしとも　思はずば　今の命の　惜しくもあるらむ」。
人の時は物静かに見えて眞琴と市の祝言の際に市と勝負して破ったり、調伏後の反動でほとんど床から動けないはずなのに和奏や犬子に稽古を付けたり、小夜叉や仁虎と鬼退治に行ったりとかなりの武闘派である。

#### 毛利家
毛利 松乃 元就（もうり まつの もとなり）
声：風音
参「毛利家の絆編」より登場。第十二代毛利家当主。既に家督は欅に譲っているのだが、圧倒的なカリスマ性により、実質現在も毛利家は松野によって仕切られている。
孫の樅を溺愛しており、大抵のわがままは聞いてしまう。手を出す者には一文字斬りを繰り出す事も辞さない。一方、なまじ予知の力があるせいで手紙での指示は非常に長いが、口頭でのやり取りが不器用で、欅とのすれ違いが続いている。
鬼化の薬売りを手引きしており、毛利領では共存できている事から鬼も民として扱っている。幕府や朝廷、連合と敵対するつもりもないが、久遠だけは何故か敵視しており、剣丞の怒りを買って剣丞隊とは交戦状態に入る。
三姉妹が連合と休戦しても暴走する樅を優先して連合となおも敵対するが、その樅（水底）に拒絶された事で連合とは和解。壇ノ浦の決戦で異形化した樅に腹部を貫かれてしまうが、一文字斬りで道を切り開いた後、水底に治療された。
毛利家のお家流は3つあり、「一文字斬り（いちもんじぎり）」、「奸智術策眼（かんちじゅっさくがん）」、「神鴉三星矢（こがらすさんせいし）」。「一文字斬り」は水平斬りによる剣閃を飛ばす。威力は植木を切り裂く程度から地割れを起こすまで細かい調整が可能。「奸智術策眼」は所謂予知夢。先を見通しているとしか思えない策はこれによるもの。代を重ねる毎に成長していく技で、元は違う効果だったらしい。ただし、使用者の力の及ばない神仏のような上位存在の未来を見る事はできず、その干渉によって未来を変えられてしまう。能力自体は既に樅に継承済み。久遠を敵視していたのもこれで波旬信長が京を焼くのを見て久遠がこれからやる事と思い込んだ為。「神鴉三星矢」は後述どおり、本来3人一組で放つ技だが、その気になれば松乃一人で撃つことが可能。ただし、消耗が非常に激しく危険な行為。
毛利 欅 隆元（もうり けやき たかもと）
声：歩サラ
参「毛利家の絆編」より登場。毛利家現当主。三姉妹で瓜二つだが、欅は髪の両方を赤いリボンで結っている。
堅実な指揮能力と作戦実行力を持ち、指導者として十分優秀で、母も姉妹もその実力を認めて単独で東の守りを任せている（松野が直接遠征する際、椹、榧の二人と従軍するのは二人だけでは心許ないというのが理由）のだが、母、姉妹が特化して優秀な面を持つせいで家族で一番劣っていると思い込んでしまい、生来の引っ込み思案な性格も災いしてすっかり自信を無くしてしまっている。
播磨の海戦後、密かに捉えられていた剣丞が松野と椹に追われているところを逃がすが、その自身のなさを見かねた剣丞が人質として連れていく。その道中で剣丞に惹かれて停戦を約束して一旦上月城で別れるが、すぐに松野の開戦指示が来てやむなく進撃。しかし、上月城を剣丞に落とされた上に神鴉三星矢も撃てる心情になかったために不発に終わり、自ら殿軍を申し出て投降した。
お家流は「神鴉三星矢」。妹二人と共に宗像三女神の力を借り、弓から極太のレーザーを撃つ。三人で放つだけあってこれ単体でも阿宅船を一撃で沈めるほど強力だが、松乃の「一文字斬り」と合わせて毛利家の家紋を描くように放つ事で更に強力になる。
吉川 椹 元春（きっかわ さわら もとはる）
声：蒼乃むすび
参「毛利家の絆編」より登場。毛利家次女。三姉妹で瓜二つだが、椹は髪の左側を緑のリボンで結っている。
得物は弓なのだが、ただの矢による射撃で爆発が起こり、蹴りや矢を小柄のように使っての接近戦もこなし、綾那さえあっさり退ける等「鬼吉川」の異名通りの凄まじい武力を誇る。しかし、他家の武闘派の面々同様、戦以外の細かい仕事は苦手なので、姉妹や部下にほぼ任せきり。
上月城での敗北で欅が捉えられた事がショックで鳥取城に引きこもってしまい、堺商人に米の買い占めを許してしまう。その不足分を剣丞らに提供されての祭囃子に惹かれて出てきた所で欅と引き合わされた事で連合と停戦し鳥取城を開城した。
鬼化した元配下に騎乗して戦っていたが、壇ノ浦の決戦を前に制御しきれなくなり、一文字斬りで介錯。決戦では段蔵に一文字斬りを浴びせて一矢報いた。
小早川 榧 隆景（こばやかわ かや たかかげ）
声：柚原みう
参「毛利家の絆編」より登場。毛利家三女。三姉妹で瓜二つだが、椹は髪の右側を青のリボンで結っている。
毛利水軍全軍の指揮を担当しているが、本人は欅には劣ると思っており、実際に詩乃や雫には及んでいない。
上月城での敗北後、鳥取城に引きこもった椹の様子を見に来たところで欅と再会し、剣丞の策に乗って椹を引っ張り出すことに成功。そのまま連合と休戦するが、それを松乃に訴える為に高松城に戻るも樅が持ってきた命令書に従って明石海峡で開戦。しかし、雫の鋼鉄船を使った策と鬼の暴走で敗北。投降した。
休戦後、詩乃が喀血するところを唯一見てしまい、雫にだけでも話すか迷っていた事で一時雫と気まずい雰囲気だったが、恢復した詩乃を見て安堵し、以後は両兵衛とは知能派同士で仲良くなった。
毛利 樅 輝元（もうり もみ てるもと）
声：葉月風子
参「毛利家の絆編」より登場。毛利家次期当主。欅の養女で松乃の孫にあたる。松乃には甘える一方で義母の欅には何故か手厳しい。大変マセており、子供らしい計算高さを持つ（榧に言わせると賢しいだけと評されている）
剣丞が播磨に向かう直前に夢の中に出てきて自分を討ってほしいと頼む。その後、会談後に剣丞にいきなりキスしたり、播磨の海戦で海に投げ出された剣丞を独断で捕らえたりと何かと剣丞を気に入った様子を見せる。
元は滅ぼされた大内義隆の一人娘で幼名は歓寿丸、幸鶴丸と名を変え、元服して輝元となった。そして、その正体は鬼子である。誕生したのは田楽狭間の少し前であり、元服済みではあるが実年齢は十にも満たない。更に子供の頃に熱心に参っていた阿弥陀寺の祭神だった鬼神「水底（みなそこ）の御方」をその身に憑依させている。剣丞の夢に出てきたのはこちらである。しかし、阿弥陀寺の崩壊でその憎しみを暴走させていく。
段蔵とも通じており、欅ら三姉妹が連合と休戦した後に松乃の手さえ離れて鬼を率いて毛利家の実権を握り始める。連合の高松城の水攻めに対して水底の力である水を操る力で対抗するが、松乃と三姉妹の神鴉三星矢で相殺されて撤退。
壇ノ浦で段蔵が復活させた源平の鬼を率いて決戦に挑むが、欅の説得で最後の良心だった水底と分離。鬼子の力を暴走させて巨大な異形と化す。水底の記憶との間で暴走し、松乃を傷つけてしまった事で更にぼ暴走するが、剣丞の刀による欅との二人がかりの一文字斬りで元に戻った。
決着後、水底は力を使い果たして再び水底に戻った。残った樅は水底が残した剣丞への好意から剣丞を避けていたが、水底も一緒にという条件で剣丞を受け入れた。
本来は榧に継承が予定されていた「奸智術策眼」を松乃の婆馬鹿により継承されており、更に「一文字斬り」も伝授されている。「神鴉三星矢」はまだ早いという理由で継承されていない。鬼子だけあってその身体能力はすさまじく梅のお家流を一撃で跳ね返し、春日と剣丞が同時にかかってもあっさり退けた。

#### 鬼
加藤 段蔵（かとう だんぞう）
声：夏野巳琴
EXシリーズにおける真の黒幕で、全編において登場する。「飛び加藤」の異名でかつて美空や光璃に仕えた事もある忍だったが、双方から優秀さと胡散臭さから裏切りを警戒されて追放された。鳳蝶に鬼の薬を与える等鬼を率いて東北で騒乱を起こすも美空の前にわざと姿を見せた以外に決して表には出ず、騒乱後は再び行方をくらませた。
越前の争乱では圓と茶々良から噴き出た瘴気で更に強化されたが、三千世界で召喚された蜻蛉止まらずに貫かれて敗北。しかし、それすら百年を費やして作られた分身で本体は未だ健在。
毛利家との争乱では、烏の神器の勾玉を加工した弾丸の狙撃と椹の「一文字斬り」、小波の「妙見菩薩合掌」で更に一体が消滅。それでもまだ五体以上が各地に出現し、黒鬼を率いて全国を攻撃。更に本能寺で久遠を捕らえて波旬信長を召喚し、その配下となる。
秋子に「忍というより妖術使い」と言われ、美空からは殺しても死ぬかどうかもわからないと評されるなど、得体の知れない存在。吉野よりも更に前より存在し、千年は経過しているという。複数のお家流を使用しており、その指揮系統から「金神千里」と「句伝無量」の両方を扱えると予測されており、句伝無量は実際にEX弐で使用、更に朝倉家の「幻影風雲」に「妙見菩薩掌」を無数に放つ強化版の「千手観音掌」も使用した。
黒鬼（くろおに）
EXシリーズのラストで全国に出現した鬼。今まで倒された鬼の怨念が形を成した存在。これまでの鬼より凶暴性が格段に増しており、人だけではなく建造物まで容赦なく破壊していく上、人という媒介すら必要なく出現する。負の感情から生みだされるので、あくまで肉体を変貌させる必要がないというだけで人の力が必要にはなる。また、通常とは違う特殊な黒い薬も必要になるので、数にも限りがある。通常の鬼なら足軽三人で対処は可能だが、この黒鬼に対しては足軽では何十人いようが勝負にもならず、一騎当千級の武将が一対一でようやく倒せるレベル（三若程度だと三人一組でようやく倒せる）。
黒いエーリカ
声：海原エレナ
EXシリーズのラストで京に帰還したエーリカ達の前に現れた漆黒の鎧を纏うもう一人のエーリカ。本能寺にて久遠を捉え、波旬信長が降臨した後は波旬信長に頭を垂れる。波旬信長同様に異史から召喚されたと思われるが、その経緯や正体は一切不明。
波旬 信長（はじゅん のぶなが）
声：森永有栖
EXシリーズのラストで加藤段蔵の秘術によって異史から召喚されたもう一人の織田信長。顔立ちこそ久遠とうり二つだがその性格は全く異なり、自ら「第六天魔王」を名乗り、「久遠の焔（きゅうえんのほのお）」と呼ぶ炎で光璃の風林火山で呼び出された武者をも一蹴するほどの力を持つ。段蔵によって安土城と共に降臨したのちは段蔵やもう一人のエーリカを率いて日の本全土の破壊、手始めに比叡山延暦寺の焼き討ちを宣言した。
肉体はあくまで久遠のものであり、波旬の精神のみが久遠の肉体を支配している状態にある。使用する「久遠の焔」は神仏さえもなぎはらって召喚不可能に陥らせ、死者すら蘇らせる。

## 用語
通称（つうしょう）
『恋姫†無双』シリーズの真名のようなもの。ただし、こちらの世界では『恋姫†無双』シリーズとは逆に通称を呼ぶ方が通例で、本名を呼ぶ方が無礼にあたる。
お家流（おいえりゅう）
その流派に伝わる技・能力。強力なものでは数百名規模の軍勢を一撃で壊滅させるほどだが、威力が大きいものほど消耗が激しく、連発が利かない面があり、基本的に敵味方の識別もしないので敵味方入り乱れる乱戦では使いにくい面もある。また、使用者の精神状態によって使えなくなる場合もある。単純な攻撃技だけではなく、念話や味方の強化のような補助的なものまで効果は様々ある。美空や龍巳のように強力なものを連発できる人間はかなり異常らしい。
家筋に伝わる技と個人で編み出した技とがあり、前者はお留流で流出する事はそれだけで戦の火種にもなりかねない。また、こちらは何らかの契約が必要になるものが多いが、後者は氣と体術の応用だけでできるものも多い。どちらであっても氣の扱い方は基本であるらしい。圓のようにその家筋の者であっても素養がなくて使えない場合もある。
剣丞隊（けんすけたい）
三若や壬月・麦穂との御前試合後に結成された新田剣丞の直属部隊。当初はひよ子だけだったが、墨俣に一夜城を築くことに成功した後は転子と十人ほどの足軽が加わり、詩乃が加わった後は百人、上洛の時は倍の二百人にまで増員しており、最終的には一葉の足利衆なども加わって三百人にまで増える。また、試験運用として鉄砲が当初五十丁も配備され、さらに姫路衆、八咫烏隊の鉄砲隊も加わって剣丞隊だけで破格の二百丁も保有している。他にも鞠、綾那、歌夜といった猛将や小波や姫野といった斥候も加わっている。当初より首級以外で功績を立てることを目標としており、基本的に搦め手専門で先陣を切って戦うことは少なく（そのため、一葉や綾那のような突撃志向の将は度々不平を漏らす）、部隊将の役割はそれぞれの得意分野で大まかには決まっているが、非常に流動的であり、状況によって役割が変わる。遠征の際も他勢力から借りる事が多い。そのため、戦術の参考に記録しようとした春日や兎々からは聞いても全く参考にならないと筆を投げられた。しかし、結成からあらゆる激戦を戦い抜いてきた実績から織田家でも屈指の精鋭になっている。特に刀・弓・槍の三人一組による対鬼戦術は連合の基本戦術として指導するほど優れている。
旗印は基本的に剣丞の家紋である大中黒新田一つ引き両だが、様々な勢力が入り混じっている為、旗も相応に混じる。
奥の法度
剣丞と関係を持った女性の序列を定める為の決まり事。剣丞自身は序列を作ることに否定的で全員平等に扱うつもりでいる為、あくまで大名同士の対面を守る対外的なものになっている。
基本的に国の当主格の大名が正妻、その血縁にあたる当主の次席格の者が側室、その下に仕える武将が愛妾となる。一応その下に夜の相手だけの伽役も定められているが、上述の理由により現状は一度敵対した自覚から他の大名、武将と同列に扱われる事を望まなかった鳳蝶のみが該当。

## スタッフ

### ゲーム
- ディレクター - K.バッジョ・とーかい林檎
- シナリオ - K.バッジョ・花七・川井ヨシタカ・新井しーな・神代いづみ・ひよ・杏仁みかん・城崎冷水（SD原画）
- 原画 - 片桐雛太・八葉香南・日陰影次・かんたか・神剣桜花・くわだゆうき・KAGEMUSYA・夏彦・ぎん太郎・繭咲悠・MtU・rei太

### オープニングアニメーション
- 監督 - 神保昌登[3]
- キャラクターデザイン - 大島美和[3]
- サブキャラクターデザイン・作画監督 - 北川大輔[3]
- クリーチャーデザイン - 岩永悦宜[3]
- アニメーション制作 - ゼクシズ[3]

## 主題歌
オープニングテーマ「時空のパルス」
作詞 - 飛蘭 / 作曲・編曲 - Shade / 歌 - 飛蘭
挿入歌「美しき勇者」
作詞 - Maamie / 作曲・編曲 - Shade / 歌 - 榊原ゆい
挿入歌「夢、遥か ～散りゆく花～」
作詞 - kirina / 作曲・編曲 - たくまる / 歌 - 佐藤ひろ美
エンディングテーマ「君恋ノ唄」
作詞 - kirina / 作曲・編曲 - たくまる / 歌 - 茶太

### 戦国†恋姫X
オープニングテーマ「Reachable」
作曲 - Shade / 編曲 - CODY / 作詞・歌 - Ilynn

## 関連商品

### コミック
戦国†恋姫〜乙女絢爛☆戦国絵巻〜
作画：天海雪乃。『電撃G'sコミック』Vol.1（アスキー・メディアワークス）から2016年7月号まで連載。
1. 2014年12月20日発売 ISBN 978-4-04-869084-3
2. 2015年9月26日発売 ISBN 978-4-04-865416-6
3. 2016年8月27日発売 ISBN 978-4-04-892328-6

戦国†恋姫〜乙女絢爛☆戦国絵巻〜 ば〜さす
作画：華師。『電撃大王』2014年6月号より2015年7月号まで連載。
1. 2014年12月20日発売 ISBN 978-4-04-866918-4
2. 2015年7月27日発売 ISBN 978-4-04-865171-4

戦国†恋姫〜乙女絢爛☆桃色草子〜
作画：ひさまくまこ。『電撃HIME』2014年6月号から2015年2月号まで連載。
2015年1月15日発売 ISBN 978-4-04-869157-4

### パチンコ
- CR戦国†恋姫〜乙女絢爛☆戦国絵巻〜（2016年、藤商事）
- P戦国†恋姫 Vチャージver（2021年、JFJ）